# بوريس جونسون
ألكساندر بوريس دي بيفل جونسون (مواليد 19 يونيو 1964 في نيويورك) (بالإنجليزية: Alexander Boris de Pfeffel Johnson)‏ معروف باسم بوريس جونسون، هو سياسي بريطاني وروائي وصحافي ومؤرخ، ورئيس الوزراء السابق في المملكة المتحدة. وهو زعيم الحزب المحافظ منذ 23 يوليو 2019. كان عضوًا في البرلمان عن أوكسبريدج وساوث روزليب (دائرة برلمان المملكة المتحدة) منذ عام 2015، وكان النائب عن منطقة هينلي في الفترة من 2001 إلى 2008. وكان أيضا عمدة لمدينة لندن من عام 2008 إلى عام 2016، وشغل منصب وزير الخارجية من عام 2016 إلى عام 2018. يعرّف جونسون بأنه من تيار يمين الوسط صاحب تيار الأمة الواحدة في حزب المحافظين وارتبط بالسياسات الليبرالية الاقتصادية والاجتماعية.
وُلد جونسون في مدينة نيويورك لأبوين بريطانيين من الطبقة العليا متوسطة الثراء، وتلقى تعليمه في المدرسة الأوروبية في بروكسل وآشداون هاوس وكلية إيتون. درس الكلاسيكيات في كلية باليول، أكسفورد، حيث كان قد تم انتخابه رئيسًا لاتحاد أكسفورد في عام 1986. بدأ حياته المهنية في الصحافة في التايمز، لكن تمت إقالته بسبب تزويره لاقتباس. أصبح في وقت لاحق مراسلا لصحيفة الديلي تلغراف ' بروكسل، وعرفت مقالاته بتأثيرها القوي على تنامي التشكيك تجاه الاتحاد الأوروبي بين البريطانيين اليمينيين. وفي نهاية المطاف، أصبح مساعد محرر في التيليغراف عام 1994. عام 1999، غادرها ليصبح محررًا في السبيكتيتور، وهو الموقع الذي بقي يشغله إلى عام 2005. أصدر ثلاث كتب أحدها رواية (72 عذراء) 2004، و (دور تشرشل: كيف صنع رجل فرد التاريخ) 2015، و (حلم روما) 2007. باعت كتبه قرابة نصف مليون نسخة، على الرغم من رداءتها بحسب النقاد.
تم انتخابه نائبا عن هينلي في عام 2001، حيث التزم إلى حد كبير بخط حزب المحافظين خلال فترة ولايته الأولى في البرلمان. ومع ذلك، تبنى مواقف متحررة اجتماعيا بشأن قضايا حقوق المثليين. تم اختياره لاحقًا كمرشح محافظ لانتخابات بلدية لندن لعام 2008؛ حيث هزم ممثل حزب العمل كين ليفينجستون، واستقال بعد ذلك من مقعده في مجلس العموم. خلال فترة ولايته الأولى كعمدة، قام بحظر الكحول في وسائل النقل العام، وأطلق نظام حافلات رووتماستر ونظام تأجير الدراجات الهوائية وتلفريك طيران الإمارات الذي يربط ضفتي التايمز. في عام 2012، تم إعادة انتخابه كعمدة، حيث هزم ليفينجستون مرة أخرى. خلال ولايته الثانية، أشرف على أولمبياد 2012. في عام 2015، عاد إلى البرلمان كنائب عن أوكسبريدج وساوث روزليب، حيث استقال من منصب العمدة في العام التالي.
في عام 2016، أصبح جونسون الشخصية الأبرز في الاستفتاء على عضوية بريطانيا في الاتحاد الأوروبي، وكان شخصية قيادية في حملة التصويت للمغادرة الناجحة. ورفض بعد ذلك الترشح لانتخابات قيادة الحزب عقب الاستفتاء مباشرة، على الرغم من التكهنات بأنه سيفعل ذلك. بعد فوز تيريزا ماي في القيادة، قامت بتعين جونسون كوزير للخارجية (الشؤون الخارجية والكومنولث). شغل هذا المنصب لمدة عامين، قبل أن يستقيل احتجاجًا على أسلوب ماي بالتعامل مع البروكسيت، منتقدًا اتفاقية تشيكرز. لاحقا ترشح جونسون في الانتخابات القيادية التي تلت استقالة ماي، وفي 23 يوليو 2019، تم انتخابه زعيما للحزب المحافظ، ليصبح رئيس الوزراء في يوم 24 يوليو. وقدم في 6 نوفمبر 2019 استقالته للملكة في قصر باكنغهام وطلب السماح بحل البرلمان تمهيدا لخوض الانتخابات التي ستجري يوم 12 ديسمبر المقبل.
جونسون شخصية مثيرة للجدل في السياسة البريطانية والصحافة. أشاد به أنصاره باعتباره شخصية مسلية ذو روح دعابة وله شعبية واسعة، مع تناغم يمتد إلى ما وراء الناخبين المحافظين التقليديين. وفي المقابل، فقد تعرض لانتقادات من قبل شخصيات عديدة من كل من اليسار واليمين، أولئك الذين اتهموه بالنخبوية والمحسوبية وخيانة الأمانة والكسل واستخدام لغة عنصرية تميل لمثليي الجنس.

## النشأة والتعليم

### الطفولة: 1964-1977
ولد جونسون لأبوين بريطانيين في 19 يونيو عام 1964 على الجانب الشرقي الأعلى من مانهاتن. تم تسجيل ولادته لدى كل من السلطات الأمريكية والقنصلية البريطانية لمدينة نيويورك، مما منحه كل من الجنسية الأمريكية والبريطانية.  والده ستانلي جونسون، كان طالبا اقتصاد في جامعة كولومبيا.
جده لأمه المحامي السير جيمس فوسيت. وجده الأكبر لوالده هو الشركسي - التركي الصحفي علي كمال الذي كان مسلمًا علمانيًا؛ وله من جانب والده أصولا تعود إلى الإنجليز والفرنسيين، وتصل إلى أحفاد الملك جورج الثاني ملك بريطانيا العظمى. والدة جونسون هي شارلوت فوسيت. فنانة من عائلة من المثقفين الليبراليين، تزوجت من ستانلي في عام 1963، قبل انتقالهم إلى الولايات المتحدة. وهي حفيدة كل من المصور إلياس أفيري لوي اليهودي الروسي إلذى كان قد هاجر إلى الولايات المتحدة، وهيلين تريسي لوي بورتر، مترجمة لأعمال توماس مان. من طرف والده إلياس، ينحدر جونسون إلى حاخام أرثوذكسي من ليتوانيا. في إشارة إلى أسلافه المتنوعة، وصف جونسون نفسه بأنه «بوتقة ذوبان في رجل واحد» - مع مزيج من المسلمين واليهود والمسيحيين كأجداد. أعطي جونسون اسمه الأوسط «بوريس» تيمنا بمهاجر روسي كان قد التقى والداه ذات مرة.
عاش والدا جونسون مقابل فندق تشيلسي، إلا أنهم في سبتمبر 1964 عادوا إلى بريطانيا حتى تتمكن شارلوت من الدراسة في جامعة أكسفورد. عاشت مع ابنها في سامرتاون، أكسفورد، وأنجبت طفلة، راشيل، في عام 1965.  في يوليو 1965، انتقلت العائلة إلى كراوتش إند في شمال لندن؛  في فبراير 1966، انتقلوا إلى واشنطن العاصمة، حيث حصل ستانلي على وظيفة في البنك الدولي. ولد الطفل الثالث، ليو، في سبتمبر 1967. ثم انتقل ستانلي إلى وظيفة مع لجنة سياسة تعمل على السيطرة على حجم السكان، وفي يونيو نقل عائلته إلى نورووك، كونيتيكت. 

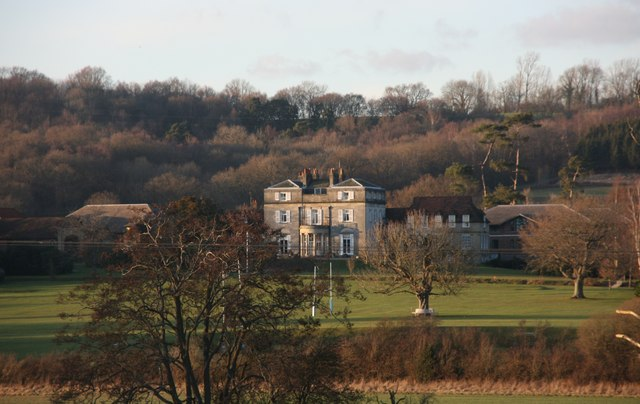
درس جونسون في آشداون هاوس، شرق ساسكس

في عام 1969، استقرت العائلة في مزرعة عائلة ستانلي في نيذركورت، بالقرب من وينسفورد في إكسمور في غرب إنجلترا. حيث اكتسب جونسون مهاراته وتجاربه الأولى في صيد الثعلب.  كان ستانلي يتغيب كثيرا، تاركًا تربية ابنه جونسون، إلى حد كبير، على عاتق والدته ومُربيته. [28] كطفل، كان جونسون هادئًا ومدروسًا،  على الرغم من أنه عانى من فقدان السمع، مما أدى إلى عدة عمليات لإدخال الحلقات في أذنيه. [29] تم تشجيعه هو وإخوته على الانخراط في أنشطة مميزة منذ صغرهم، الأمر الذي أدى إلى إحساسه بالإنجاز؛ فكان طموح جونسون المبكر هو أن يصبح «ملك العالم». لم يكن لديه أصدقاء سوى إخوته، فأصبح الأطفال قريبين جدًا. 
في أواخر عام 1969، انتقلت الأسرة إلى مايدا فالي، غرب لندن، حيث بدأ ستانلي أبحاث ما بعد الدكتوراه في كلية لندن للاقتصاد.  في عام 1970، عادت شارلوت والأطفال لفترة قصيرة إلى نيذركورت، حيث كان جونسون يدرس في مدرسة قرية وينسفورد، قبل أن يعود إلى لندن ليستقر في بريمروز هيل،  ليتلقى تعليمه في مدرسة بريمروس هيل الابتدائية. [35] في أواخر عام 1971، ولد طفل آخر للعائلة، جو. 
بعد أن حصل ستانلي على وظيفة في المفوضية الأوروبية، نقل عائلته في أبريل 1973 إلى أوكلي (بروكسل)، حيث التحق جونسون بالمدرسة الأوروبية في بروكسل الأولى وبدأ يتعلم ويجيد اللغة الفرنسية. أصيبت شارلوت بانهيار عصبي ونقلت إلى المستشفى وهي تعاني من الاكتئاب، وأرسل جونسون وإخوته إلى بيت أشداون، مدرسة إعدادية داخلية في شرق ساسكس في عام 1975. هناك بدأ يمارس لعبة الرغبي كما برع في كل من اليونانية القديمة واللاتينية إلا أنه كان يشعر بالفزع إزاء استخدام المعلمين للعقاب البدني. وتلك الفترة، انهارت علاقة ستانلي وشارلوت في ديسمبر 1978 وتطلقت في عام 1980.  انتقلت شارلوت إلى شقة في نوتينغ هيل، حيث قضى أطفالها معظم وقتهم بصحبتها.

### إيتون وأكسفورد: 1977-1987
حصل جونسون على منحة الملك للدراسة في كلية إيتون، وهي مدرسة داخلية مستقلة للنخبة في إيتون، بيركشاير. عند وصوله في خريف عام 1977،  بدأ جونسون باستخدام اسم بوريس بدلاً من أليكس، وطور لنفسه «شخصية إنجليزية غريبة الأطوار» عرف بها.  تخلى عن كاثوليكية والدته وأصبح أنجليكانيًا، وانضم إلى كنيسة إنجلترا.  على الرغم من أن تقاريره المدرسية أشارت إلى كسله وتأخره، إلا أنه كان مشهورًا ومعروفًا في إيتون.  كان أصدقاؤه إلى حد كبير من الطبقات العليا والمتوسطة العليا الغنية. كان أفضل أصدقائه داريوس غوبي وتشارلز سبنسر، اللذين رافقاهما إلى جامعة أوكسفورد وظلوا أصدقاء في سن الرشد.  تفوق جونسون في اللغة الإنجليزية والكلاسيكية، وفاز بجوائز في كليهما،  وأصبح أمينًا لمجتمع النقاش المدرسي،  ورئيس تحرير صحيفة المدرسة، دوريات كلية إيتون The Eton College Chronicle.  في أواخر عام 1981 تم قبوله في جمعية إيتون المرموقة، والمعروفة بالعامية باسم «البوب». عند الانتهاء من الفترة التي قضاها في إيتون، ذهب جونسون ضمن عام تفرغ إلى أستراليا، حيث كان يدرس اللغة الإنجليزية واللاتينية في تمبرتوب. 

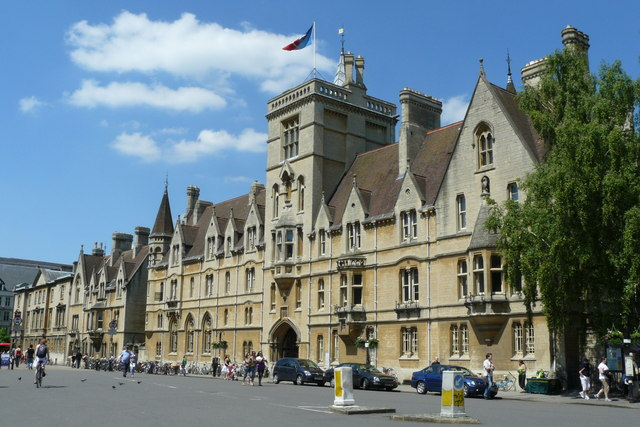
درس جونسون الكلاسيكيات في كلية باليول، أكسفورد.

حصل جونسون على منحة دراسية لدراسة Literae Humaniores، دورة مدتها أربع سنوات في الكلاسيكيات (اللاتينية واليونانية القديمة)، في كلية باليول، أكسفورد. كطالب جامعي من خريف عام 1983،  أصبح واحد من مجموعة من طلاب جامعة أكسفورد الذين وصلوا للسيطرة على السياسة والإعلام البريطاني في أوائل القرن الحادي والعشرين، من بينهم أعضاء بارزون في حزب المحافظين، بما في ذلك ديفيد كاميرون، وتريزا ماي، وليام هيج، مايكل جوف، جيريمي هنت، ونيك بولس.  في الجامعة، لعب الرجبي لصالح باليول،  وارتبط في المقام الأول بأفراد من المدارس العامة، وانضم إلى نادي بولينجدون ذو الطراز الإتنوني القديم، وهو نادٍ للطعام من الدرجة الأولى معروف بالتخريب. دخل جونسون في علاقة مع أليجرا موستين-أوين، ابنة مؤرخ الفن وليام موستن-أوين، وتطورت العلاقة أثناء دراستها في الجامعة.
كان جونسون مشهورًا ومعروفًا في أوكسفورد. تشارك مع داريوس غوبي في تحرير مجلة الجامعة الساخرة تريباري. في عام 1984، تم انتخاب جونسون سكرتيرًا لاتحاد أكسفورد،  قبل أن يقوم بحملته لمنصب رئيس الاتحاد، وخسر الانتخابات لصالح نيل شيرلوك.  في عام 1986، ترشح جونسون للرئاسة مرة أخرى، بمساعدة فرانك لونتز الطالب الجامعي. ركزت حملته على الوصول بناء على دعم علاقاته مع الطبقة العليا التي أنشأها من خلال التأكيد على شخصيته والتقليل من علاقاته المحافظة.  وأملا في كسب تصويتهم، ارتبط جونسون بمجموعات جامعية تابعة للحزب الاجتماعي الديمقراطي الوسطي (SDP) والحزب الليبرالي. زعم لونتز لاحقًا أن جونسون صور نفسه على أنه من مؤيدي الحزب الديمقراطي الاجتماعي خلال الحملة، على الرغم من أن جونسون يدعي أنه لا يتذكر ذلك. فاز جونسون بالانتخابات وعُيِّن رئيسًا. لم تعتبر رئاسته مميزة،  وطُرحت أسئلة حول كفاءته وخطورته.  بعد تخصصه في دراسة الأدب القديم والفلسفة الكلاسيكية، تخرج جونسون من كلية باليول بدرجة علمية عليا من الدرجة الثانية، وكان غير سعيد بسبب عدم حصوله على الدرجة الأولى. 

## المسيرة الصحافية

### صحيفتي ذي تايمز وديلي تلغراف: 1987-1994
تزوج جونسون وموستين أوين في ويست فيلتون في شروبشاير في سبتمبر 1987 وتم تكليف أليغرا وبوريس - ديو للكمان والفيولا - خصيصًا لحفل الزفاف من قبل هانز فيرنر هينز. بعد شهر عسل في مصر استقروا في غرب كنسينغتون في غرب لندن. حصل جونسون على عمل لدى شركة الاستشارات الإدارية ل. إ. ك. للاستشارات لكنه استقال بعد أسبوع. من خلال الروابط العائلية في أواخر عام 1987 بدأ العمل كمتدرب دراسات عليا في التايمز. اندلعت فضيحة عندما كتب جونسون مقالا عن الاكتشاف الأثري لقصر إدوارد الثاني للصحيفة. اخترع جونسون مقتبسًا للمقال الذي زعم كذبه أنه جاء من المؤرخ كولن لوكاس عرابه الخاص. بعد أن علم رئيس تحرير التايمز تشارلز ويلسون بالخداع تمت إقالة جونسون.
حصل جونسون على وظيفة في مكتب كتابة القائد في صحيفة ديلي تلغراف بعد أن عرف محررها ماكس هاستينغز من خلال رئاسته لجامعة أكسفورد. صُممت مقالاته لتستجيب لقراء الصحيفة في وسط إنجلترا المحافظة من الطبقة الوسطى والمحافظة عليها وكانت معروفة بأسلوبها الأدبي المميز المليء بالكلمات والعبارات القديمة وللإشارة بانتظام إلى القراء بعبارة «أصدقائي». في أوائل عام 1989 تم تعيين جونسون في مكتب الصحيفة في بروكسل لتقديم تقرير عن المفوضية الأوروبية وظل في المنصب حتى عام 1994. كان ناقدًا قويًا لرئيس اللجنة جاك ديلورز وقد أسس نفسه كواحد من الصحفيين الأوروبيين القلائل في المدينة الذين يؤيدون مصطلح الشكوكية الأوروبية. كان العديد من زملائه الصحفيين ينتقدون مقالاته معتبرين أنها تحتوي في كثير من الأحيان على كذب يهدف إلى تشويه سمعة المفوضية بما في ذلك الادعاءات الكاذبة بأن الاتحاد الأوروبي كان يخطط لحظر كوكتيل الجمبري والنقانق الإنجليزية وكان ينظم حجم الواقي الذكري ما يسمى أساطير الاتحاد الأوروبي. صرح كريس باتن في وقت لاحق أنه في ذلك الوقت كان جونسون «واحدًا من أعظم المدافعين عن الصحافة المزيفة».
يعتقد أندرو جيمسون كاتب سيرة جونسون أن هذه المقالات جعلت جونسون "واحدًا من أشهر الدعاة للشكوكية الأوروبية. وفقًا لكاتبة السير الذاتية سونيا بورنيل - التي كانت نائبة جونسون في بروكسل - فقد ساعدت في جعل مفاهيم الشكوكية الأوروبية "سببًا جذابًا ورنانًا عاطفيًا لليمين" في حين كانت مرتبطة سابقًا باليسار البريطاني. أثبتت مقالات جونسون أنه الصحفي المفضل لرئيسة وزراء المحافظين مارغريت ثاتشر على الرغم من أن جون ميجر خليفة ثاتشر قضى الكثير من الوقت في محاولة لدحض ادعاءاته. تسببت مقالات جونسون في تفاقم التوترات بين المؤيدين للشكوكية الأوروبية والمؤيدين للأوروبانية في حزب المحافظين وهي توترات كان ينظر إليها على نطاق واسع على أنها تساهم في هزيمة الحزب في الانتخابات العامة عام 1997. نتيجة لذلك كسب جونسون عدم ثقة العديد من أعضاء الحزب. كانت كتاباته أيضًا ذات تأثير رئيسي على ظهور حزب استقلال المملكة المتحدة في أوائل التسعينيات.
في فبراير 1990 تركته زوجته بعد عدة محاولات للمصالحة وتم الطلاق في أبريل 1993. دخل في علاقة مع صديقة الطفولة مارينا ويلر التي انتقلت إلى بروكسل في عام 1990. في مايو 1993 تزوجا في هورشام في ساسكس وأنجبت ويلر ابنة بعد فترة وجيزة. استقر جونسون وزوجته الجديدة في إزلينغتون شمال لندن وهي منطقة معروفة بنخبة مثقفة ذوو التوجه الليبرالي اليساري. تحت تأثير هذا الوسط وزوجته تحرك جونسون في اتجاه أكثر ليبرالية في قضايا مثل تغير المناخ وحقوق المثليين والعلاقات العرقية. كان للزوجين ثلاثة أطفال آخرين في إزلينغتون يُعرف كل منهم باسم جونسون ويلر المشترك الذين تم إرسالهم إلى مدرسة كانونبري الابتدائية المحلية ثم المدارس الثانوية الخاصة. خصص جونسون الكثير من الوقت لأطفاله وكتب قصيدة بعنوان «أخطار الآباء الوحيدين - حكاية تحذيرية» والتي نُشرت في مراجعات فقيرة إلى حد كبير.

### كاتب عمود سياسي: 1994-1999
بالعودة إلى لندن رفض هاستينغز طلب جونسون أن يصبح مراسل عسكري وبدلاً من ذلك قرر ترقيته إلى منصب محرر مساعد وكاتب عمود سياسي كبير. تلقى عمود جونسون الثناء لكونه انتقائيًا إيديولوجيًا ومكتوبًا بشكل مميز وحصل على جائزة المعلق العام في جوائز ما تقوله الصحف. كما اتهم بالتعصب. في أحد الأعمدة استخدم عبارة «الطينيون» و«ابتسامات البطيخ» عند الإشارة إلى الأفارقة ودافع عن الاستعمار الأوروبي في أوغندا بينما في عمود آخر أشار إلى الرجال المثليين باسم «عاريات الدبابات».

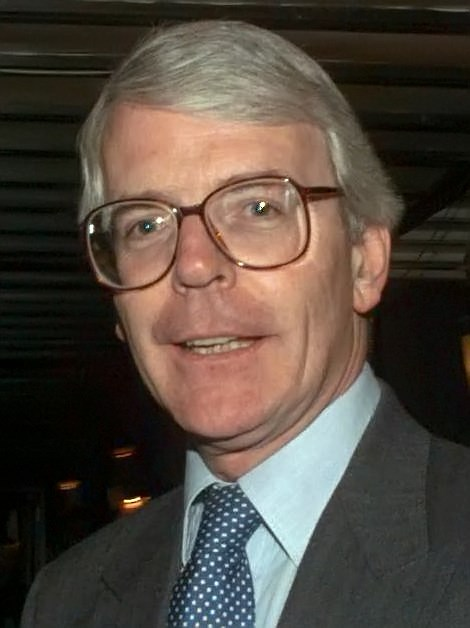
كره رئيس الوزراء المحافظ جون ميجور جونسون وفكر في استخدام حق النقض ضد ترشيحه كمرشح محافظ.

خلال تفكيره في مهنة سياسية أوضح جونسون في عام 1993 رغبته في الترشح كمرشح محافظ ليكون عضو في البرلمان الأوروبي في انتخابات البرلمان الأوروبي عام 1994. على الرغم من أندرو ميتشل أقنع ميجور بعدم نقض ترشيح جونسون إلا أن جونسون وجد أنه من المستحيل إيجاد دائرة انتخابية. ثم تحول انتباهه إلى الحصول على مقعد في مجلس العموم البريطاني. بعد رفضه كمرشح محافظ لهولبورن وسانت بانكراس تم اختياره كمرشح للحزب لكلويد الجنوبية في شمال ويلز وهو مقعد آمن لحزب العمال. أمضى ستة أسابيع من الحملات الانتخابية حتى حصل على 9091 صوتًا (23٪) في الانتخابات العامة عام 1997 وخسر أمام مرشح حزب العمال.
اندلعت فضيحة في يونيو 1995 عندما تم تسجيل محادثة هاتفية عام 1990 بين جونسون وصديقه داريوس غوبي. في المحادثة كشف غوبي عن أن أنشطته الإجرامية يجري التحقيق فيها من قبل صحفي نيوز أوف ذه ورلد ستيوارت كولير وطلب من جونسون تزويده بعنوان كولير الخاص سعياً إلى ضرب الأخير. وافق جونسون على تقديم المعلومات على الرغم من أنه أعرب عن قلقه من ارتباطه بالهجوم. عندما تم نشر المحادثة الهاتفية في عام 1995 ذكر جونسون أنه لم يقدم المعلومات في النهاية إلى غوبي ووبخ هاستينغز جونسون لكنه لم يقيله.
حصل جونسون على عمود منتظم في مجلة المشاهد أخت صحيفة ديلي تيليغراف واجتذب تعليقات مختلطة وكان يعتقد في كثير من الأحيان هرع. في عام 1999 حصل أيضًا على عمود عن السيارات الجديدة في مجلة جي كيو. أزعج سلوكه المحررين بانتظام وأصيب أولئك في جي كيو بالإحباط بسبب العدد الكبير من غرامات انتظار السيارات التي حصل عليها جونسون أثناء اختبار السيارات لهم بينما كان دائمًا متأخراً في تقديم أعمدته للمشاهد وديلي تيليغراف مما اضطر العديد من الموظفين إلى البقاء في وقت متأخر لاستيعابه ولقد ذكروا أنهم إذا مضوا قدما ونشروا دون أن تشمل أعماله فإنه يغضب ويصرخ عليهم بكلمات بذيئة.
جلب ظهور جونسون في حلقة في أبريل 1998 بعنوان هل «حصلت على أخبار لك» إلى جمهور أوسع بكثير مع التأكيد على شخصية من الطبقة العليا المتلألئة كان ينظر إليه على أنه ترفيهي ودعوه مرة أخرى إلى الحلقات اللاحقة بما في ذلك كمقدم. بعد ذلك جاء ليتم التعرف عليه في الشارع من قبل الجمهور ودُعي إلى الظهور في برامج تلفزيونية أخرى مثل توب جير وباركينسون وإفطار مع فروست ووقت السؤال.

### المشاهد: 1999-2005
في يوليو 1999 عرض كونراد بلاك - مالك صحيفة ديلي تلجراف والمشاهد - على جونسون رئاسة التحرير بشرط أن يتخلى عن تطلعاته البرلمانية ووافق جونسون. بينما استعادة مجلة المشاهد توجهاتها اليمينية التقليدية فقد رحب جونسون بمساهمات من الكتاب ورسامي الكاريكاتير اليساريين. تحت رئاسة تحرير جونسون فقد نما تداول المجلة بنسبة 10% إلى 62000 وبدأت في جني الأرباح. ووجهت محرراته انتقادات أيضًا. رأى البعض أنه تحت رئاسته تجنبت المجلة القضايا الخطيرة في حين أصبح زملائه متضايقين من أنه كان يغيب بانتظام عن المكتب والاجتماعات والمناسبات. واكتسب سمعة باعتباره ناقدًا سياسيًا فقيرًا نتيجة للتنبؤات السياسية الخاطئة التي صدرت في المجلة وانتُقد بشدة - بما في ذلك من قبل والد زوجته تشارلز ويلر - لسماحه لكاتب العمود في المشاهد تاكي ثيودوراكوبولوس بالنشر بلهجة عنصرية ولغة معادية للسامية في المجلة.

## بدايات المسيرة السياسية

### النائب عن هينلي: 2001-2008

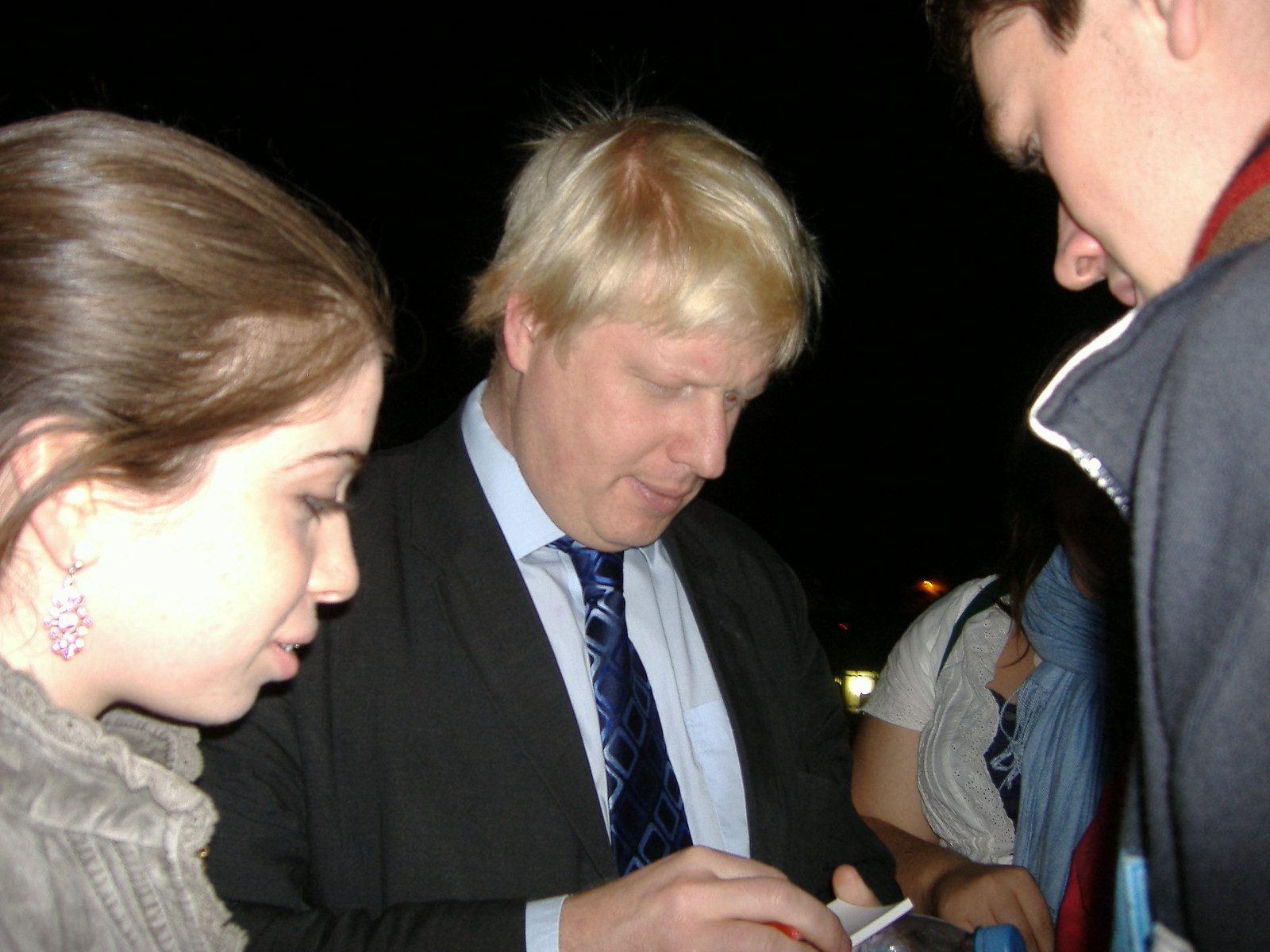
كوزير الظل للتعليم العالي زار جونسون مختلف الجامعات (كما هو الحال في جامعة نوتنغهام في عام 2006).

بعد تقاعد مايكل هيسيلتين قرر جونسون الترشح كنائب محافظ لهينلي وهو مقعد آمن للمحافظين في أكسفوردشير. تم تقسيم فرع المحافظين المحليين على ترشيح جونسون - اعتقد البعض أنه مسلي وساحر ولم يكره الآخرون موقفه المتقلب وقلة معرفته بالمنطقة المحلية - رغم أنهم اختاروه. بدعم من شهرته التلفزيونية وقف جونسون كمرشح محافظ للدائرة الانتخابية في الانتخابات العامة عام 2001 وفاز بأغلبية 8500 صوت. إلى جانب منزله في إزلينغتون اشترى جونسون مزرعة خارج ثام في دائرته الانتخابية الجديدة. كان يحضر بانتظام المناسبات الاجتماعية لهينلي وكتب أحيانًا لهينلي ستاندارد. أثبتت العمليات الانتخابية الجراحية التي قام بها في دائرته شعبيته وانضم إلى الحملات المحلية لوقف إغلاق مستشفى تاونلاند والإسعاف الجوي المحلي.
في البرلمان تم تعيين جونسون في لجنة دائمة لتقييم فاتورة عائدات الجريمة على الرغم من أنه غاب عن العديد من الاجتماعات. على الرغم من أوراق اعتماده كمتحدث عام إلا أن خطبه في مجلس العموم اعتبرت على نطاق واسع باهتة وأطلق جونسون عليها فيما بعد «حماقة». في السنوات الأربع الأولى من عمله كنائب صوت على أكثر من نصف تصويتات مجلس العموم وفي ولايته الثانية انخفض هذا إلى 45٪. كان يدعم عادةً الخط السياسي لحزب المحافظين على الرغم من تمرده خمس مرات في هذه الفترة مما يعكس موقفًا ليبراليًا اجتماعيًا لكثير من زملائه وصوّت لإلغاء المادة 28 وأيد قانون الاعتراف بنوع الجنس لعام 2004. رغم أنه أعلن في البداية أنه لن يفعل ذلك فقد صوت مؤيدًا لخطط الحكومة للانضمام إلى الولايات المتحدة في غزو العراق عام 2003 وفي أبريل 2003 زار بغداد المحتلة. في أغسطس 2004 دعم إجراءات المساءلة الفاشلة ضد رئيس الوزراء توني بلير بسبب «الجرائم العالية والجنح» فيما يتعلق بالحرب وفي ديسمبر 2006 وصف الغزو بأنه «خطأ هائل وسوء استغلال».
على الرغم من وصف جونسون بأنه «لا يضاهى» لأنه خالف وعده بعدم أن يكون عضوًا في البرلمان إلا أن بلاك قرر عدم إقالته لأنه «ساعد في الترويج للمجلة ورفع تداولها». بقي جونسون رئيس تحرير مجلة المشاهد كما يكتب أعمدة لصحيفة ديلي تيليغراف ومجلة جي كيو وظهر في برامج تلفزيونية. روى كتابه الصادر عام 2001 «الأصدقاء، الناخبون، المواطنون: مزيدة بملحوظات على الجذع» الحملة الانتخابية لهذا العام بينما جمع كتاب «أقرض آذانكم في عام 2003» أعمدة ومقالات سبق نشرها. في عام 2004 نشرت روايته الأولى. كان اثنان وسبعون من العذارى: كوميديا من الأخطاء تدور حول حياة النائب المحافظ وتضمنت العديد من عناصر السيرة الذاتية. رداً على النقاد الذين جادلوا بأنه كان يشغل الكثير من الوظائف استشهد بونستون تشرشل وبينجامين دزرائيلي كنموذجين يجمعان بين حياتهم السياسية والأدبية. لمقاومة الإجهاد قام بممارسة الركض وركوب الدراجات وأصبح معروفًا جيدًا بالنسبة لهذا الأخير إلى حد أن جيمسون اقترح أنه «ربما كان أشهر راكبي الدراجات في بريطانيا».
بعد استقالة ويليام هيغ كزعيم محافظ أيد جونسون كينيث كلارك واعتبر كلارك المرشح الوحيد القادر على الفوز في الانتخابات العامة. ومع ذلك تم انتخاب إيان دنكان سميث. كان لدى جونسون علاقة متوترة مع دنكان سميث وأصبحت مجلة المشاهد تنتقد قيادة الحزب الأخيرة. تم عزل دنكان سميث من منصبه في نوفمبر 2003 وحل محله مايكل هوارد. اعتبر هوارد أن جونسون هو السياسي المحافظ الأكثر شعبية مع الناخبين وعينه نائبا لرئيس الحزب والمسؤول عن الإشراف على حملته الانتخابية. في تعديل وزاري الظل في مايو 2004 عين هوارد جونسون في منصب وزير الظل للتعليم العالي. في أكتوبر أمر هوارد جونسون بالاعتذار علنًا في ليفربول لنشره مقالًا في مجلة المشاهد - كتبه سيمون هيفر دون الكشف عن هويته - والذي ادعى أن الحشود في كارثة هيلزبرة ساهمت في الحادث وأن الليفربوليين كان لديهم ميل للاعتماد على دولة الرفاهية.
في نوفمبر 2004 كشفت صحف التابلويد أن جونسون كان منذ عام 2000 على علاقة غرامية مع كاتبة العمود في مجلة المشاهد بترونيلا وايت مما أدى إلى قطع علاقتهما. جونسون في البداية ادعى أن هذه الادعاءات مجرد هذيان. بعد إثبات هذه الادعاءات طلب هوارد من جونسون الاستقالة من منصب نائب الرئيس ووزير الظل للتعليم العالي بسبب الكذب العلني وعندما رفض جونسون أقاله هوارد من تلك المناصب. وقد تمت السخرية من هذه الفضيحة من قبل الناقد المسرحي في مجلة المشاهد توبي يونغ ولويد إيفانز في مسرحية «من هو الأب؟» التي أداها في مسرح إسلنجتون كينغز هيد في يوليو 2005.
في الانتخابات العامة عام 2005 أعيد انتخاب جونسون نائبا عن هينلي وزادت أغلبيته إلى 12793. فاز حزب العمال في الانتخابات وهوارد استقال كزعيم للمحافظين. ساند جونسون ديفيد كاميرون كخليفة له. بعد اختيار كاميرون عين جونسون كوزير الظل للتعليم العالي معترفًا بشعبيته بين الطلاب. مهتمًا بتبسيط التمويل الجامعي أيد جونسون رسوم زيادة العمالة المقترحة. في سبتمبر 2006 تم استخدام صورته في مادة «بوريس تحتاجك» و«أحب بوريس» الموالية للمحافظين خلال أسبوع الطلاب الجدد في الجامعة. في عام 2006 قام جونسون بحملة ليصبح رئيس جامعة أدنبرة ولكن دعمه لرسوم زيادة الرسوم أضر بحملته وحصل على المركز الثالث.
في أبريل 2006 جذب المزيد من الاهتمام العام للاعب كرة القدم السابق ماوريسيو غاودينو في مباراة كرة قدم خيرية. في سبتمبر 2006 احتجت المفوضية العليا لبابوا غينيا الجديدة بعد أن قارن قيادة المحافظين المتغيرة باستمرار إلى أكل لحوم البشر في بابوا غينيا الجديدة.
في عام 2005 قام أندرو نيل الرئيس التنفيذي الجديد لمجلة المشاهد بإقالة جونسون كرئيس للتحرير. للتعويض عن هذه الخسارة المالية تفاوض جونسون مع ديلي تلغراف لرفع رسومه السنوية من 200000 جنيه إسترليني إلى 250,000 جنيه إسترليني بمتوسط 5000 جنيه إسترليني لكل عمود حيث يستغرق كل منها حوالي ساعة ونصف من وقته. قدم عرضًا تليفزيونيًا شهيرًا للتاريخ «حلم روما» لصالح شركة الإنتاج تايغر أسبيكت وتم بث العرض في يناير 2006 وتبعه كتاب في فبراير. من خلال شركته للإنتاج أنتج تكملة «بعد روما» مع التركيز على التاريخ الإسلامي المبكر. نتيجة لأنشطته المختلفة في عام 2007 حصل على 540,000 جنيه إسترليني مما جعله ثالث أكبر دخل لعضو في البرلمان في المملكة المتحدة في ذلك العام.

## عمدة لندن

### الانتخابات البلدية: 2007-2008
في مارس 2007 اقترح جونسون الترشيح عن حزب المحافظين لمنصب عمدة لندن في الانتخابات البلدية لعام 2008. معظم المحافظين لم يأخذوه على محمل الجد لصالح نيك بولز. ومع ذلك بعد انسحاب بوليس حصل جونسون على دعم كاميرون وتمت المصادقة عليه من قبل لندن إفنينغ ستاندارد. في يوليو أعلن ترشيحه وفي سبتمبر تم اختياره مرشحًا محافظًا بعد حصوله على 79% من الأصوات في الانتخابات العامة على مستوى لندن.

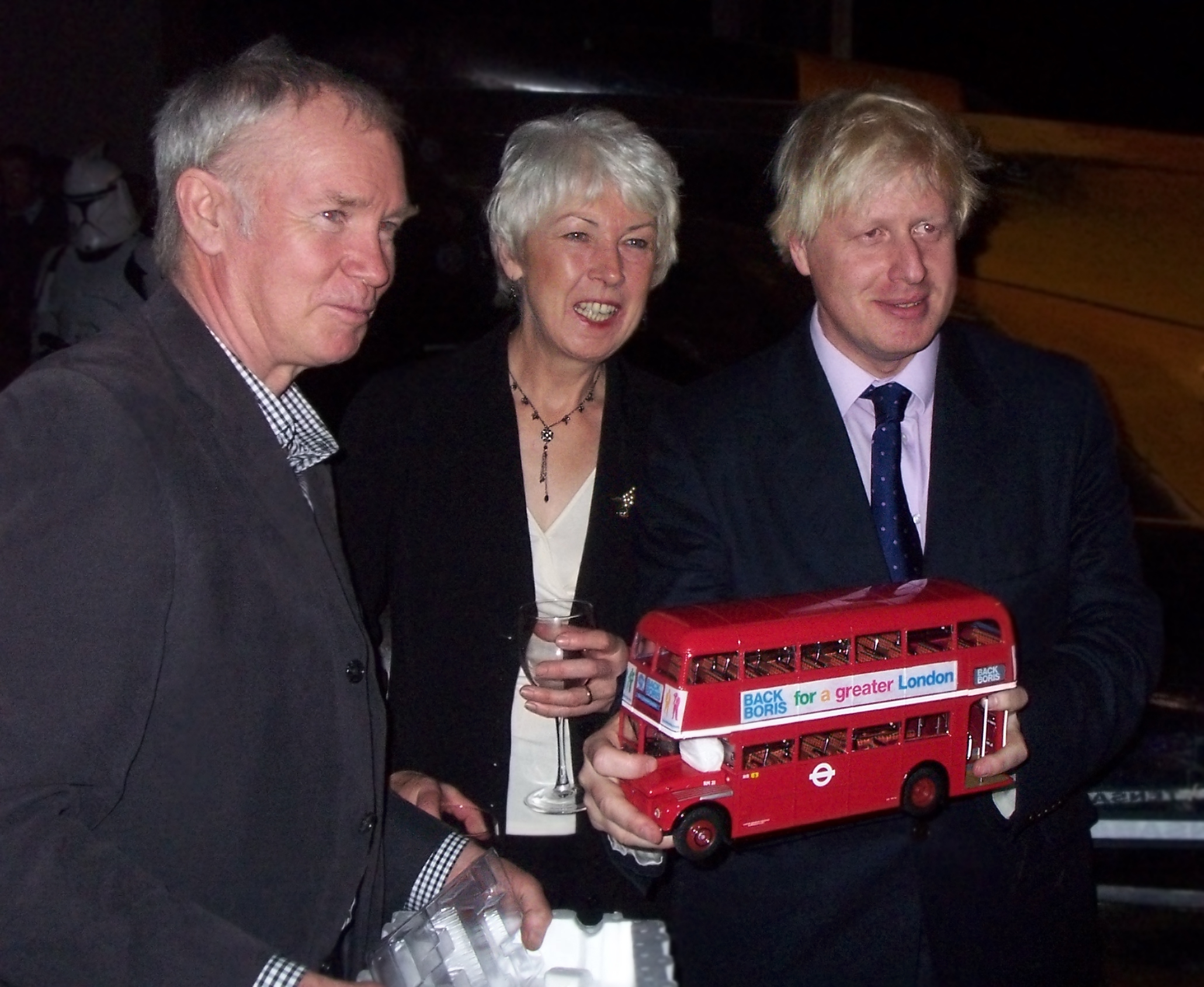
تعهد جونسون باستبدال حافلات المدينة القديمة بحافلات جديدة إذا تم انتخاب العمدة.

وظف حزب المحافظون إستراتيجي الانتخابات لينتون كروسبي لإدارة حملة جونسون لمنصب العمدة والتي تم تمويلها بشكل أساسي من قبل المتعاطفين مع القطاع المالي في لندن. ركزت حملة جونسون على الحد من جرائم الشباب وجعل النقل العام أكثر أمانًا واستبدال الحافلات القديمة بنسخة محدثة من روت ماستر. خلال حملته الانتخابية دعا جونسون أيضًا إلى أن يكون القانون مرنًا «للحالات عندما يتم استخدام الحشيش لتخفيف الألم الحاد والمزمن». استهدفت ضواحي لندن ذات النزعة المحافظة واستفادت من التصورات التي مفادها أن عمدة حزب العمال قد أهملهم لصالح لندن الداخلية. أكدت حملته شعبيته حتى بين أولئك الذين عارضوا سياساته حيث اشتكى المعارضون من أن الموقف المشترك بين الناخبين كان: «أنا أصوت لصالح بوريس لأنه يضحك».
أخذ مرشح حزب العمال كين ليفينجستون جونسون على محمل الجد مشيرًا إليه على أنه «أشد معارضة سأواجهها في حياتي السياسية». في عموده أجاب جونسون أن هذه الاقتباسات قد أخرجت من سياقها وكان المقصود بها هجاء. أصر جونسون على أنه ليس متعصبًا قائلاً: «أنا معادٍ تمامًا بنسبة 100% للعنصرية وأنا احتقر وأكره العنصرية». مؤكداً علنًا على أسلافه التركية فقد خالف سياسة المحافظين من خلال تأييد العفو المكتسب للمهاجرين غير الشرعيين. تفاقمت الادعاءات عندما حث الحزب الوطني البريطاني الفاشي المؤيدين على منح جونسون تفضيلهم الثاني. رد عليهم بشكل يدينهم: «إدانة تامة وبدون تحفظ». نشأ المزيد من الجدل عندما اعترف جونسون بأنه استخدم القنب والكوكايين عندما كان طالبا.
شهدت انتخابات مايو 2008 نسبة إقبال بلغت 45% تقريبًا وحصل جونسون على 43% وليفينغستون على 37% من أصوات الأفضلية الأولى وعندما تمت إضافة أصوات التفضيل الثاني أثبت جونسون فوزه بنسبة 53% مقابل 47% لليفينغستون. استفاد جونسون من إقبال كبير من الناخبين في معاقل المحافظين مثل بيكسلي وبروملي. بعد أن حصل على أكبر تفويض انتخابي شخصي في المملكة المتحدة أشاد ليفينغستون بأنه «موظف عام كبير جدًا» وأضاف أنه يأمل في «اكتشاف طريقة يمكن أن تستمر بها بلدية المدينة في الاستفادة من حبك الشفاف في لندن». أعلن استقالته كعضو في البرلمان عن هينلي مما أثار بعض الغضب من أعضاء الحزب من هينلي والناخبين الذين شعروا بالتخلي عنهم.

### الفترة الأولى: 2008-2012

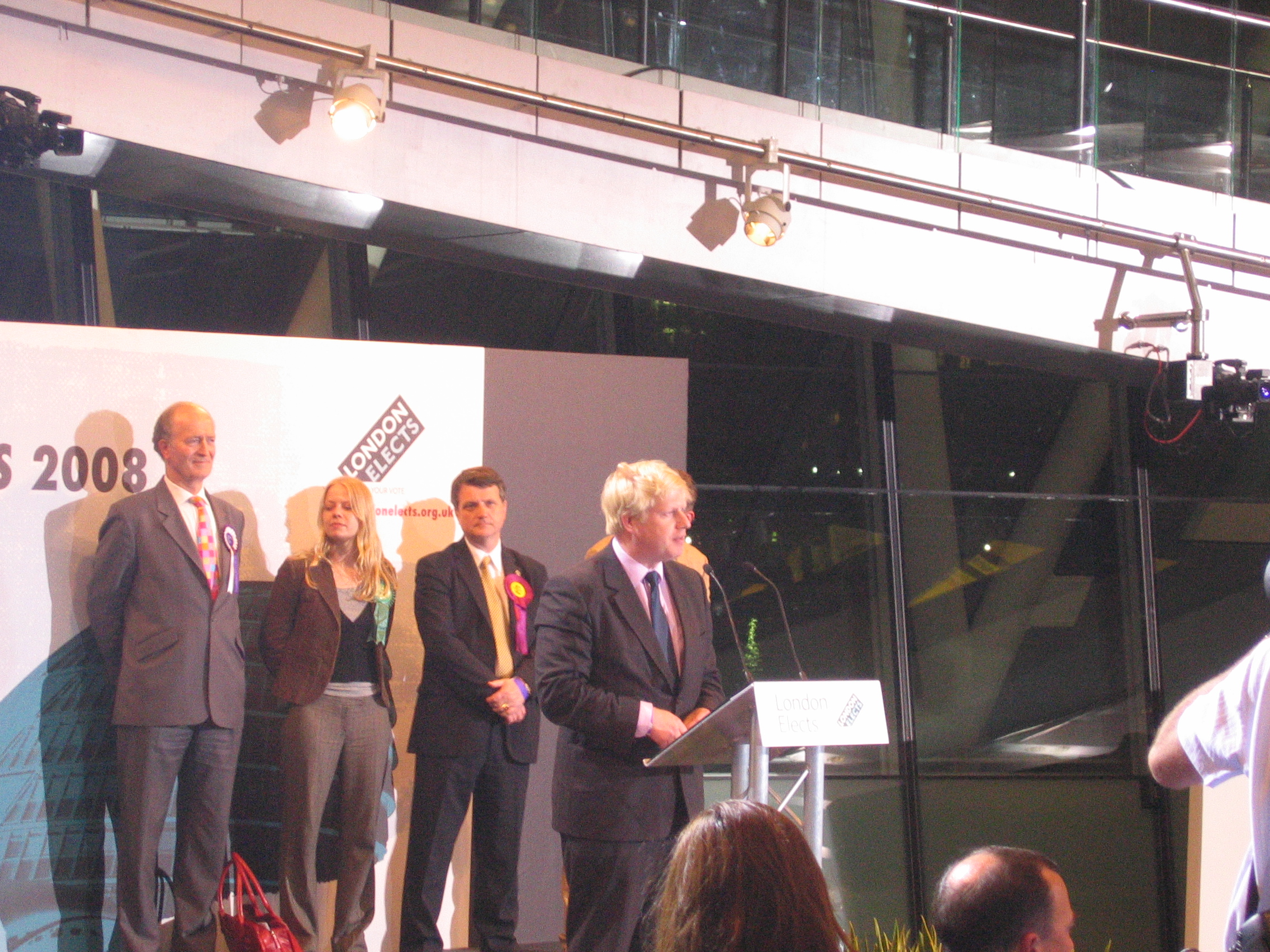
جونسون يلقي خطاب النصر في مجلس المدينة بعد انتخابه عمدة لندن.

استقر في مبنى بلدية لندن وكانت مشاركة جونسون الرسمية الأولى ظهورًا في احتفالات السيخ لفيساكي في ميدان ترفلغار. بدلاً من إحضار فريق من المساعدين معه إلى الوظيفة كما فعل ليفينجستون بنى جونسون فريقه على مدار الأشهر الستة التالية. أولئك الذين كانوا في قاعة المدينة والذين اعتبروا متحالفين بشكل وثيق مع إدارة ليفينجستون قد تم إنهاء عملهم. عين جونسون تيم باركر ليكون نائب أول للعمدة ولكن بعد أن بدأ باركر في السيطرة بشكل متزايد على مجلس المدينة وأصر على أن جميع الموظفين يقدمون تقاريره إليه مباشرة قام جونسون بطرده. كنتيجة لهذه المشاكل نأى الكثيرون في حزب المحافظين في البداية عن إدارة جونسون خوفًا من أن يؤدي فوز المحافظين في الانتخابات العامة عام 2010 إلى نتائج عكسية.
تلقى انتقادات خلال الأسابيع الأولى من إدارته ويرجع ذلك إلى حد كبير إلى أنه تأخر عن فعاليتين رسميتين في أول أسبوع له في العمل ولأنه بعد ثلاثة أسابيع ذهب في عطلة إلى تركيا. في يوليو 2008 زار جونسون الحفل الختامي لدورة الألعاب الأولمبية الصيفية 2008 في بكين مما أدى إلى الإساءة إلى مضيفيه الصينيين بزيه. خلال الحملة الانتخابية كان جونسون قد صرح لبراين باديك بأنه غير متأكد من كيفية احتفاظه بأسلوب حياته الحالي مع الاعتماد على راتب رئيس البلدية البالغ 140,000 جنيه إسترليني سنويًا. لحل هذه المشكلة وافق على الاستمرار في كتابة عمود في صحيفة ديلي تيليغراف إلى جانب وظيفته في البلدية وبالتالي كسب 250,000 جنيه إسترليني سنويًا. يعتقد فريقه أن هذا سيثير جدلاً وجعله يعد بالتبرع بخمس رسوم أجره في ديلي تيليغراف لقضية خيرية تقدم المنح الدراسية للطلاب. استاء جونسون من هذا وفي النهاية لم يدفع خمسًا كاملاً. اندلع الجدل عندما تم استجوابه حول أجره في ديلي تيليغراف على برنامج «الكلام الصعب» على قناة بي بي سي. هنا أشار إلى 250.000 جنيه إسترليني على أنها «علف الدجاج» الأمر الذي تم إدانته على نطاق واسع بالنظر إلى أن هذا كان حوالي 10 أضعاف متوسط الأجر السنوي للعامل البريطاني.
خلال إدارته الأولى تورط جونسون في عدة فضائح شخصية. بعد الانتقال إلى منزل جديد في إزلينغتون بنى سقيفة على شرفته دون الحصول على إذن تخطيط وبعد أن اشتكى الجيران قام بتفكيك السقيفة. كما اتهمته الصحافة بوجود علاقة غرامية مع هيلين ماكينتير وولادة طفلها وهي مزاعم لم ينكرها. نشأ الجدل عندما اتُهم جونسون بتحذير النائب داميان غرين من أن الشرطة تخطط للقبض عليه ونفى جونسون المزاعم ولم يواجه تهماً جنائية بموجب قانون العدالة الجنائية. وقد اتُهم بالمحسوبية على وجه الخصوص لتعيين فيرونيكا وادلي رئيسة تحرير صحيفة إفنينغ ستاندارد السابقة التي دعمته كرئيس لمجلس الفنون في لندن عندما اعتُبرت على نطاق واسع أنها ليست أفضل مرشحة لهذا المنصب. لقد وقع في فضيحة النفقات البرلمانية واتهم بالإنفاق الشخصي المفرط على رحلات سيارات الأجرة. تبين أن نائب عمدة المدينة إيان كليمنت أساء استخدام بطاقة ائتمان مجلس المدينة مما أدى إلى استقالته. بقي جونسون شخصية شعبية في لندن مع شهرة قوية. في عام 2009 أنقذ فراني أرمسترونغ من المراهقين المعادين للمجتمع الذين هددوها أثناء ركوب الدراجات في الماضي.

#### السياسات

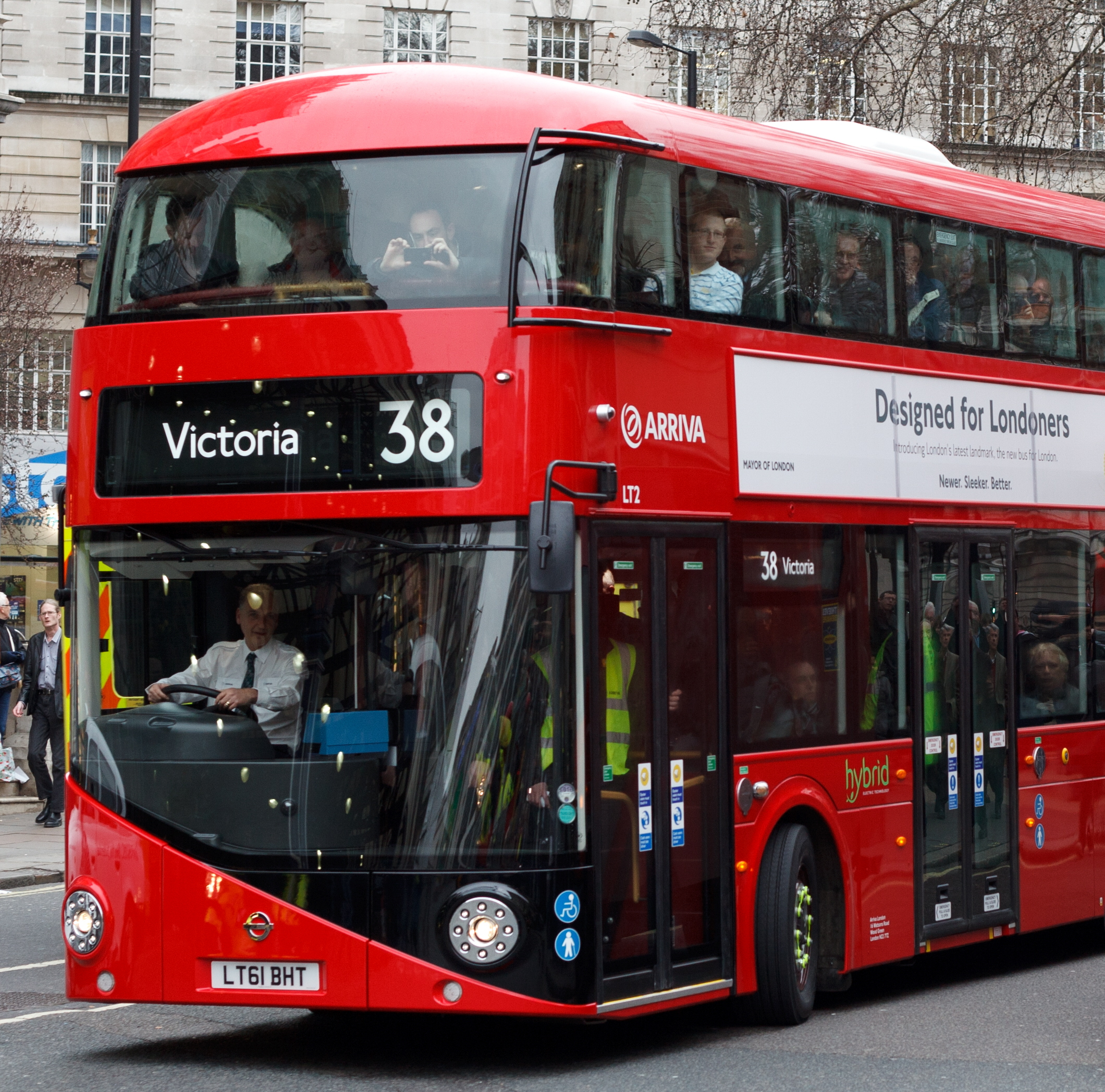
الحافلة الجديدة التي قدمتها إدارة جونسون.

لم يقم جونسون بأي تغييرات كبيرة في نظام العمدة كما طوره ليفينجستون. لقد عكس العديد من التدابير التي طبقتها إدارة ليفينغستون حيث أنهى صفقة النفط في المدينة مع فنزويلا وألغى نشرة لندنر الإخبارية وألغى عمليات التفتيش نصف السنوية على سيارات الأجرة السوداء رغم أن الأخيرة أعيد تشغيلها بعد ثلاث سنوات. ألغى الجناح الغربي لمنطقة رسوم الازدحام وألغى خطط لزيادة رسوم الازدحام للمركبات ذات الدفع الرباعي. واتُهم بعد ذلك بالفشل في نشر تقرير مستقل عن تلوث الهواء بتكليف من هيئة لندن الكبرى والذي كشف عن خرق المدينة لقيود قانونية على مستويات ثنائي أكسيد النيتروجين.
احتفظ جونسون بمشاريع ليفينجستون مثل كروس ريل ودورة الألعاب الأولمبية الصيفية 2012 لكنه اتهم بمحاولة الاعتماد عليها. قدم مخططًا عامًا للدراجات الهوائية تم إدراجه بواسطة إدارة ليفينجستون المعروف بالعامية باسم «دراجات بوريس» وتكلف النظام الممول جزئيا من القطاع الخاص 140 مليون جنيه استرليني وحققت خسارة مالية كبيرة على الرغم من أنها أثبتت شعبيتها. على الرغم من دعم جونسون لركوب الدراجات في لندن وهوايته التي تم الترويج لها على نطاق واسع باعتباره راكب دراجة، فقد تعرضت إدارته لانتقادات من بعض مجموعات الدراجات التي زعمت أنه فشل في جعل طرق المدينة أكثر أمانًا لراكبي الدراجات. بناءً على تعهده بالانتخاب كلف أيضًا بتطوير الحافلات لوسط لندن. كما أمر ببناء نظام التلفريك الذي يعبر نهر التمز بين شبه جزيرة غرينتش والمرافيء الملكية.

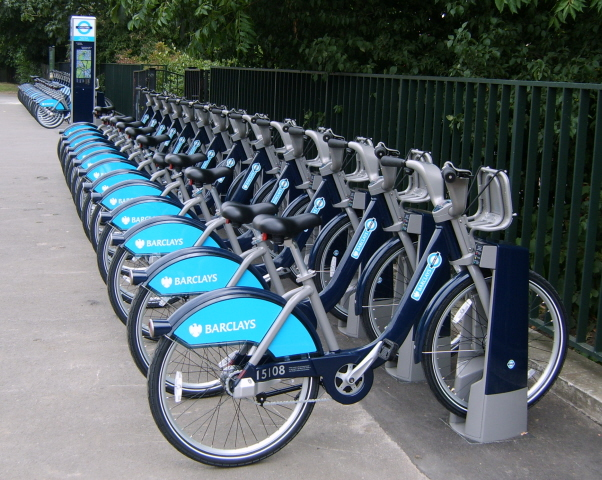
نفذ جونسون فكرة ليفينجستون عن نظام دراجات عام وكانت النتيجة أنه تم تسميتها "دراجات بوريس".

كانت أول مبادرة لسياسة جونسون هي حظر شرب الكحول في وسائل النقل العام. في بداية فترة عمله كرئيس للبلدية أعلن جونسون عن خطط لتوسيع بطاقة الأويستر المدفوعة مقدما لتشمل خدمات السكك الحديدية الوطنية في لندن. كان أحد التعهدات في بيان جونسون الانتخابي هو الاحتفاظ بمكاتب التذاكر في النفق في مقابل اقتراح ليفينغستون بإغلاق ما يصل إلى 40 مكتب حجز تذاكر لمترو أنفاق لندن. في 2 يوليو 2008 أعلن مكتب العمدة أنه سيتم التخلي عن خطة الإغلاق وأن المكاتب ستظل مفتوحة. في 21 نوفمبر 2013 أعلنت هيئة النقل في لندن أن جميع مكاتب تذاكر مترو أنفاق لندن ستغلق بحلول عام 2015. لتمويل هذه المشاريع اقترضت إدارة جونسون 100 مليون جنيه إسترليني في حين زادت أسعار النقل العام بنسبة 50٪.
خلال فترة ولاية العمودية الأولى كان يُنظر إلى جونسون على أنه يتحرك إلى اليسار بشأن بعض القضايا على سبيل المثال دعم الأجور المعيشية في لندن وتأييد العفو عن المهاجرين غير الشرعيين. حاول استرضاء النقاد الذين اعتبروه متعصبًا من خلال الظهور في موكب فخر المثليين في لندن وأشاد بصحف الأقليات العرقية. في عام 2012 منع حافلات لندن من عرض إعلانات «قضايا الثقة الأساسية» وهي مجموعة مسيحية اعتبرت مثليي الجنس مرضى. في أغسطس 2008 انفصل جونسون عن البروتوكول التقليدي لأولئك الذين يشغلون مناصب عامة ولم يعلقوا علانية على انتخابات الدول الأخرى من خلال تأييد باراك أوباما لرئاسة الولايات المتحدة.

#### العلاقات مع الشرطة والمالية والإعلام

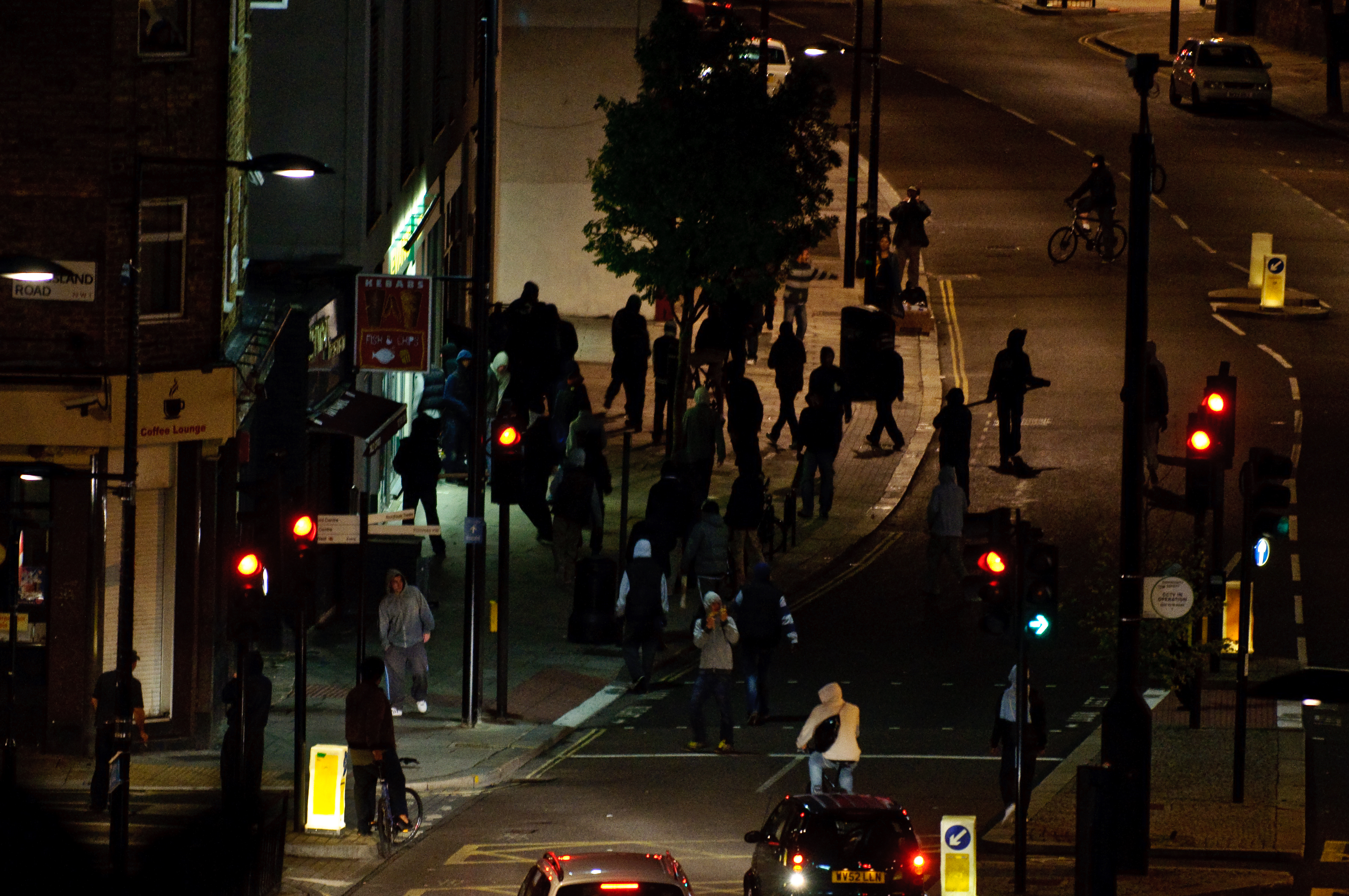
انتقدت استجابة جونسون لأعمال الشغب في لندن عام 2011.

عين جونسون نفسه رئيسًا لهيئة شرطة العاصمة وفي أكتوبر 2008 دفع بنجاح لاستقالة مفوض شرطة العاصمة يان بلير بعد أن تم انتقاد الأخير لقيامه بتسليمه عقودًا إلى أصدقائه وتعامله مع وفاة جان تشارلز د. مينيزيس. حظي جونسون باحترام كبير بين المحافظين الذين فسروه على أنه أول موقف قوي له. على الرغم من استقالته من منصب رئيس هيئة شرطة العاصمة في يناير 2010 إلا أنه كان مؤيد للغاية لشرطة العاصمة طوال عمودية جونسون وخاصة أثناء الجدل الدائر حول وفاة إيان توملينسون. انخفضت الجريمة الكلية في لندن أثناء إدارته على الرغم من أن ادعائه بأن جرائم الشباب الخطيرة قد انخفضت فقد ثبت أنها كانت خاطئة حيث زادت. وبالمثل كان ادعاءه أن أعداد شرطة العاصمة قد زاد أيضًا حيث أن قوة شرطة المدينة تقلصت تحت إدارته. كما تم انتقاده لرده على أعمال الشغب التي وقعت في لندن عام 2011 وكان يقضي عطلة مع أسرته في كولومبيا البريطانية عندما اندلعت أعمال الشغب ولم يعد إلى لندن على الفور إلا بعد 48 ساعة من بدايتها ولمخاطبة سكان لندن بعد 60 ساعة. عند زيارته لأصحاب المتاجر والسكان المتضررين من أعمال الشغب في كلافام تعرض لصيحات الاستهجان والتهكم من قبل عناصر داخل الحشود.

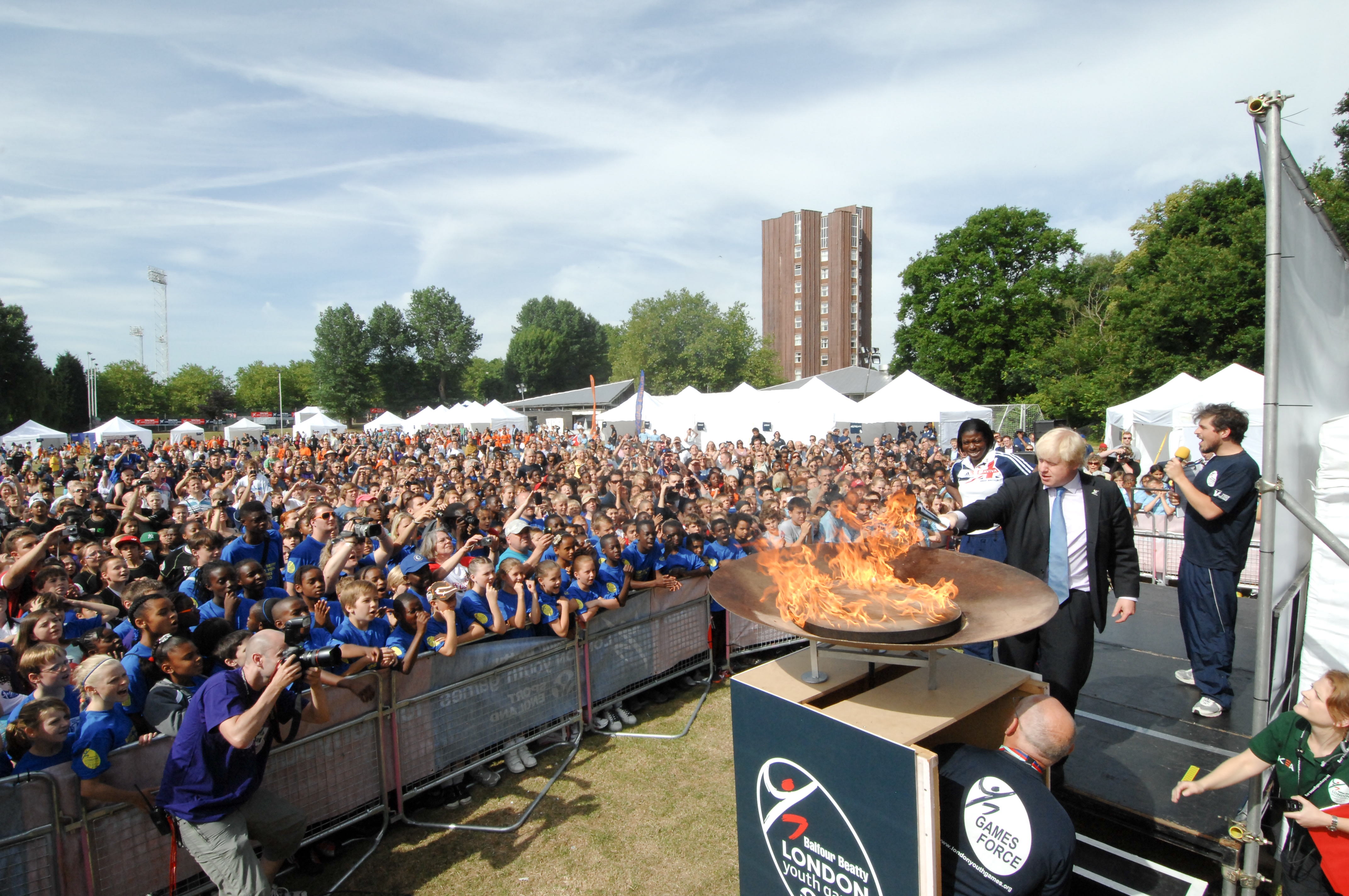
جونسون يضيء الشعلة في حفل افتتاح دورة ألعاب لندن للشباب 2010.

دافع جونسون عن القطاع المالي في لندن وندد بما وصفه بأنه «ضرب مصرفي» في أعقاب الأزمة المالية 2007-2008 وأدان حركة احتلوا لندن المناهضة للرأسمالية التي ظهرت في عام 2011. قضى الكثير من الوقت مع المشاركين في الخدمات المالية وانتقد معدل الضريبة الحكومي البالغ 50 بنس للربح الأعلى. قام بجمع التبرعات من الأثرياء في المدينة لصالح مؤسسة صندوق العمدة الخيرية الذي أنشأه لمساعدة الشباب المحرومين وعلى الرغم من إعلانها مبدئيًا أنها ستجمع 100 مليون جنيه إسترليني بحلول عام 2010 فإنه لم تنفق سوى 1.5 مليون جنيه إسترليني. احتفظ أيضًا باتصالات شخصية واسعة النطاق عبر وسائل الإعلام البريطانية مما أدى إلى تغطية صحفية مواتية واسعة النطاق لإدارته. وبدوره ظل داعمًا إلى حد كبير لأصدقائه في وسائل الإعلام - من بينهم روبرت مردوخ - خلال فضيحة اختراق الأخبار الدولية للهاتف.
تم الإعلان عن تشكيل لجنة التدقيق الشرعي في 8 مايو 2008. تم تكليف اللجنة بمراقبة والتحقيق في الإدارة المالية في وكالة لندن للتنمية وهيئة لندن الكبرى. انتقد حزب العمال إعلان جونسون بسبب التسييس المتصوَّر لهذه اللجنة المستقلة من الناحية الاسمية والذي سأل عما إذا كان تعيين حلفاء جونسون الرئيسيين في اللجنة - «لحفر الأوساخ على كين ليفينغستون» - كان «استخدامًا مناسبًا للأموال العامة». رئيسة الفريق بيشينس ويتكروفت متزوجة من عضو في مجلس المحافظين وثلاثة من أعضاء اللجنة الأربعة الباقين لديهم أيضًا روابط وثيقة مع المحافظين: ستيفن جرينهالغ (زعيم المحافظين في هامرسميث وفولهام كونسلت) وباتريك فريدريك (رئيس العلاقات التجارية المحافظة لجنوب شرق إنجلترا وجنوب لندن) وإدوارد ليستر (الزعيم المحافظ لمجلس واندسورث).

#### حملة إعادة الانتخاب
قبل إعادة انتخابه في عام 2012 عين جونسون كروسبي مرة أخرى لتنظيم حملته. قبل الانتخابات نشر جونسون «حياة جونسون في لندن» وهو عمل ذو تاريخ شعبي وصفه المؤرخ أ. ن. ويلسون بأنه «نداء مشفر» للتصويت. تشير استطلاعات الرأي إلى أنه على الرغم من تفضيل أسلوب ليفينجستون في النقل إلا أن الناخبين في لندن وضعوا ثقة أكبر في جونسون بشأن قضايا الجريمة والاقتصاد. خلال انتخابات العمودية عام 2012 سعى جونسون لإعادة انتخابه بينما تم اختيار ليفينجستون مرة أخرى كمرشح عن حزب العمال. أكدت حملة جونسون على اتهام ليفينجستون بارتكاب التهرب الضريبي والذي وصف ليفينجستون جونسون بأنه «كاذب ذي وجه مكشوف». اعتقد العالم السياسي أندرو كينز أن حملة ليفينجستون ركزت على انتقاد جونسون بدلاً من تقديم رؤية بديلة وتقدمية لمستقبل لندن. في عام 2012 تم إعادة انتخاب جونسون كعمدة وهزم ليفينجستون مرة أخرى.

### الفترة الثانية: 2012-2016
نجحت لندن في محاولتها استضافة دورة الألعاب الأولمبية الصيفية 2012 بينما كان كين ليفينجستون لا يزال رئيسًا للبلدية في عام 2005. وكان دور جونسون في الإجراءات هو أن يكون الرئيس المشارك للجنة الأولمبية التي أشرفت على الألعاب. كان اثنان من أفعاله اللاحقة لتولي هذا الدور تحسين النقل في جميع أنحاء لندن من خلال توفير المزيد من التذاكر ووضع المزيد من الحافلات في جميع أنحاء العاصمة خلال الفترة المزدحمة عندما كان الآلاف من المتفرجين زوار مؤقتين في لندن وكذلك للسماح للمحلات التجارية والسوبر ماركت العمل بوقت أطول أيام الأحد. ومع ذلك اتهم جونسون بالتستر على التلوث قبل الألعاب من خلال نشر مثبطات الغبار لإزالة جزيئات الهواء بالقرب من محطات المراقبة. في نوفمبر 2013 أعلن جونسون عن تغييرات كبيرة في تشغيل محطة مترو لندن بما في ذلك تمديد ساعات تشغيل مترو الأنفاق لتعمل طوال الليل في عطلات نهاية الأسبوع. وكشف الإعلان أيضًا عن إغلاق جميع مكاتب التذاكر العاملة تحت الأرض بهدف توفير أكثر من 40 مليون جنيه إسترليني سنويًا مع توفير أنظمة التذاكر الآلية بدلاً من ذلك.
في فبراير 2012 انتقد احتفالات عشاء يوم القديس باتريك في لندن وربطها بشين فين ووصف الحدث بأنه: «حماقة يسارية» الذي اعتذر عنه لاحقًا.
في فبراير 2013 خلال اجتماع هيئة لندن التشريعية بعد نشر ميزانية 2014 للندن تم طرد جونسون من الاجتماع بعد التصويت وعلى أساس أن نائبته فيكتوريا بورويك قد غادرت القاعة. عند إدراكه أن التصويت يعني أنه لن يتم استجوابه على الميزانية أشار جونسون إلى خصومه السياسيين باسم «الهلام اللافقاريات البارز البايروبلازمي».
حضر جونسون إطلاق المنتدى الاقتصادي الإسلامي العالمي في لندن في يوليو 2013 حيث أجاب على الأسئلة إلى جانب رئيس الوزراء الماليزي نجيب رزاق. وقال مازحا إن النساء الماليزيات التحقن بالجامعة من أجل العثور على أزواجهن مما تسبب في بعض الانزعاج بين الحاضرات.
في عام 2014 دفع جونسون سيرته الذاتية لونستون تشرشل «عامل تشرشل» مع التأكيد على وسائل الإعلام كيف قارن جونسون نفسه مرارًا بتشرشل طوال الوقت.
لم يترشح جونسون لولاية ثالثة لمنصب عمدة لندن واستقال من منصبه في 5 مايو 2016 بعد انتخاب وزير النقل السابق صادق خان. رغم ترك جونسون منصبه فإنه لا يزال يتمتع بشعبية مع شعب لندن. كشف استطلاع للرأي أجرته يوجوف في نهاية فترة ولايته أن 52% من سكان لندن يعتقدون أنه قام «بعمل جيد» كرئيس لبلدية لندن بينما اعتقد 29% فقط أنه قام «بعمل سيئ». في عام 2016 أعلن صادق خان أن ثلاثة خراطيم مياه ألمانية الصنع والتي اشتراها جونسون لشرطة العاصمة دون انتظار الحصول على تصريح من وزيرة الداخلية آنذاك تيريزا ماي سيتم بيعها وسيذهب الريع إلى خدمات الشباب. ومع ذلك أثبتت المركبات أنها غير قابلة للبيع وتم بيعها في النهاية كخردة في عام 2018 بخسارة قدرها 300 ألف جنيه إسترليني.

## العودة إلى البرلمان
في البداية نفى جونسون أنه سيعود إلى مجلس العموم مع بقائه رئيسا للبلدية. ومع ذلك بعد الكثير من تكهنات وسائل الإعلام في أغسطس 2014 سعى لاختيار مرشح المحافظين للمقعد الآمن لأوكسبريدج وجنوب رويسليب في الانتخابات العامة عام 2015 ليصبح مرشح الحزب في سبتمبر. في الانتخابات العامة في مايو 2015 انتخب جونسون نائبا. كانت هناك تكهنات كثيرة بأنه عاد إلى البرلمان لأنه أراد استبدال كاميرون كزعيم محافظ ورئيس وزراء.

### حملة خروج بريطانيا من الاتحاد الأوروبي: 2015-2016

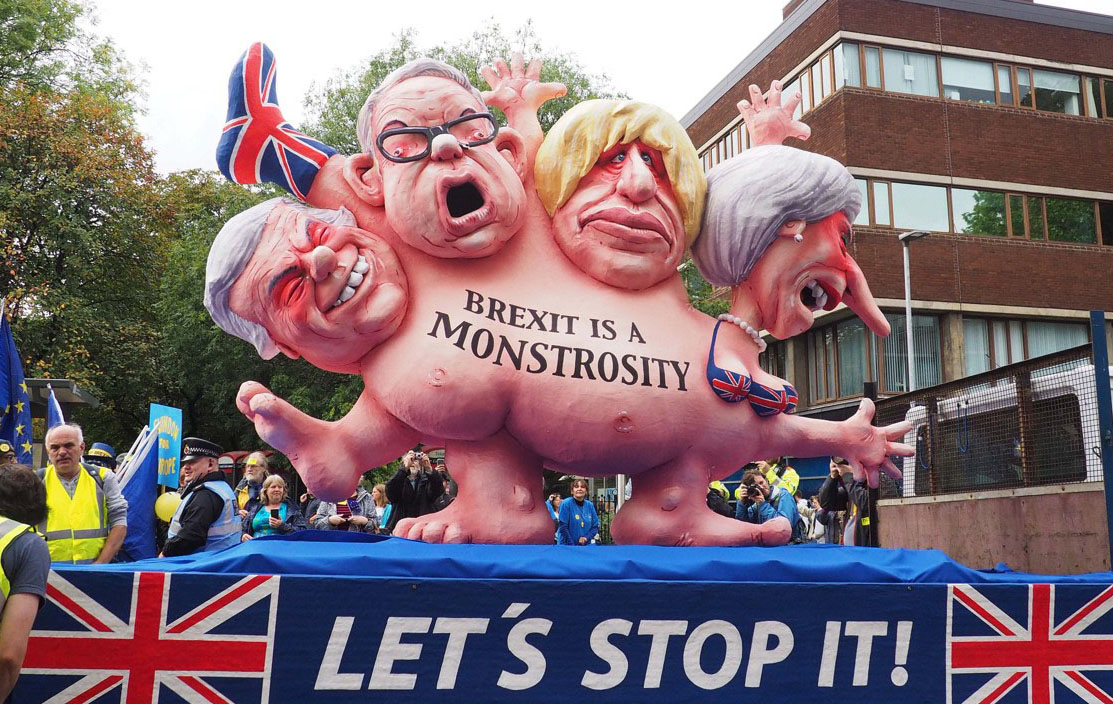
جونسون كواحد من الشخصيات الساخرة على تعويم تم إنشاؤه من قبل المتظاهرين المناهضين لخروج بريطانيا من الاتحاد الأوروبي في مانشستر.

في فبراير 2016 دعا جونسون للتصويت على خيار «خروج» في استفتاء بقاء المملكة المتحدة ضمن الاتحاد الأوروبي 2016. ودعا تحذيرات كاميرون حول الخروج بأنه «مبالغ فيه إلى حد كبير». بعد هذا الإعلان الذي فسرته الأسواق المالية على أنه جعل خروج بريطانيا من الاتحاد أكثر احتمالًا انخفض الجنيه الإسترليني بنسبة 2% تقريبًا إلى أدنى مستوى له منذ مارس 2009.
في إبريل 2016 في مقال نشرته صحيفة ذا صن ردًا على تعليقات الرئيس باراك أوباما بأنه يعتقد أن بريطانيا يجب أن تبقى في الاتحاد الأوروبي قال جونسون أن آراء أوباما ربما تكون قد شكلتها «كراهية الأجداد» لبريطانيا بسبب أن أوباما ذو أصول كينية. وصفت التعليقات بأنها «غبية» و«مسيئة للغاية» من قبل حفيد تشرشل النائب المحافظ السير نيكولاس سوامز. تم إدانة هذه التعليقات باعتبارها عنصرية وغير مقبولة من قبل العديد من السياسيين العماليين والديمقراطيين الليبراليين وألغى مجتمع طلاب كلية الملك في لندن دعوة للتحدث معه على أساسها. على العكس من ذلك تم الدفاع عن تعليقاته من قبل كل من المحافظ لاين دونكان سميث وزعيم حزب استقلال المملكة المتحدة نايجل فاراج.
وبعد شهر أثناء الحملة الانتخابية قال أن هناك محاولة لإنشاء أوروبا الموحدة للإمبراطورية الرومانية. قال «نابليون وهتلر والعديد من الأشخاص جربوا ذلك وينتهي الأمر بشكل مأساوي. الاتحاد الأوروبي هو محاولة للقيام بذلك بطرق مختلفة».
أيد جونسون تصريح إجازة التصويت بأن الحكومة ملتزمة بانضمام تركيا للاتحاد الأوروبي في أقرب فرصة ممكنة. كان هذا عكسًا لحملة «داخل» بأن تركيا «ليست مشكلة في هذا الاستفتاء ويجب ألا تكون كذلك». كان الاتهام أن إجازة التصويت يعني أن 80 مليون تركي سيأتون إلى المملكة المتحدة إذا بقوا في الاتحاد الأوروبي. ومع ذلك عندما أجريت مقابلات معه في وقت النقاشات البرلمانية حول خروج المملكة المتحدة من الاتحاد الأوروبي الحاسمة في يناير 2019 نفى ذكر تركيا خلال الحملة. في 22 يونيو 2016 أعلن جونسون أن 23 يونيو قد يكون «يوم استقلال بريطانيا» في مناظرة تلفزيونية أمام جمهور من 6000 عضو في ويمبلي أرينا. ديفيد كاميرون رئيس الوزراء البريطاني في ذلك الوقت تناول على وجه التحديد مطالبة جونسون قائلا علنا: «الفكرة القائلة بأن بلادنا ليست مستقلة هي هراء. هذا النقاش برمته يوضح سيادتنا».
بعد انتصار حملة "المغادرة" استقال كاميرون كزعيم محافظ ورئيس وزراء. كان جونسون يعتبر المرشح الأول لخلافته على نطاق واسع. ومع ذلك أعلن جونسون أنه لن يخوض انتخابات قيادة المحافظين. قبل فترة وجيزة خلص مايكل جوف - أحد حلفاء جونسون - إلى أن جونسون "لا يمكنه توفير القيادة أو بناء الفريق للمهمة المقبلة. أيد جونسون ترشيح أندريا ليدسوم لكنها خرجت من السباق بعد أسبوع.

### وزير الخارجية: 2016-2018

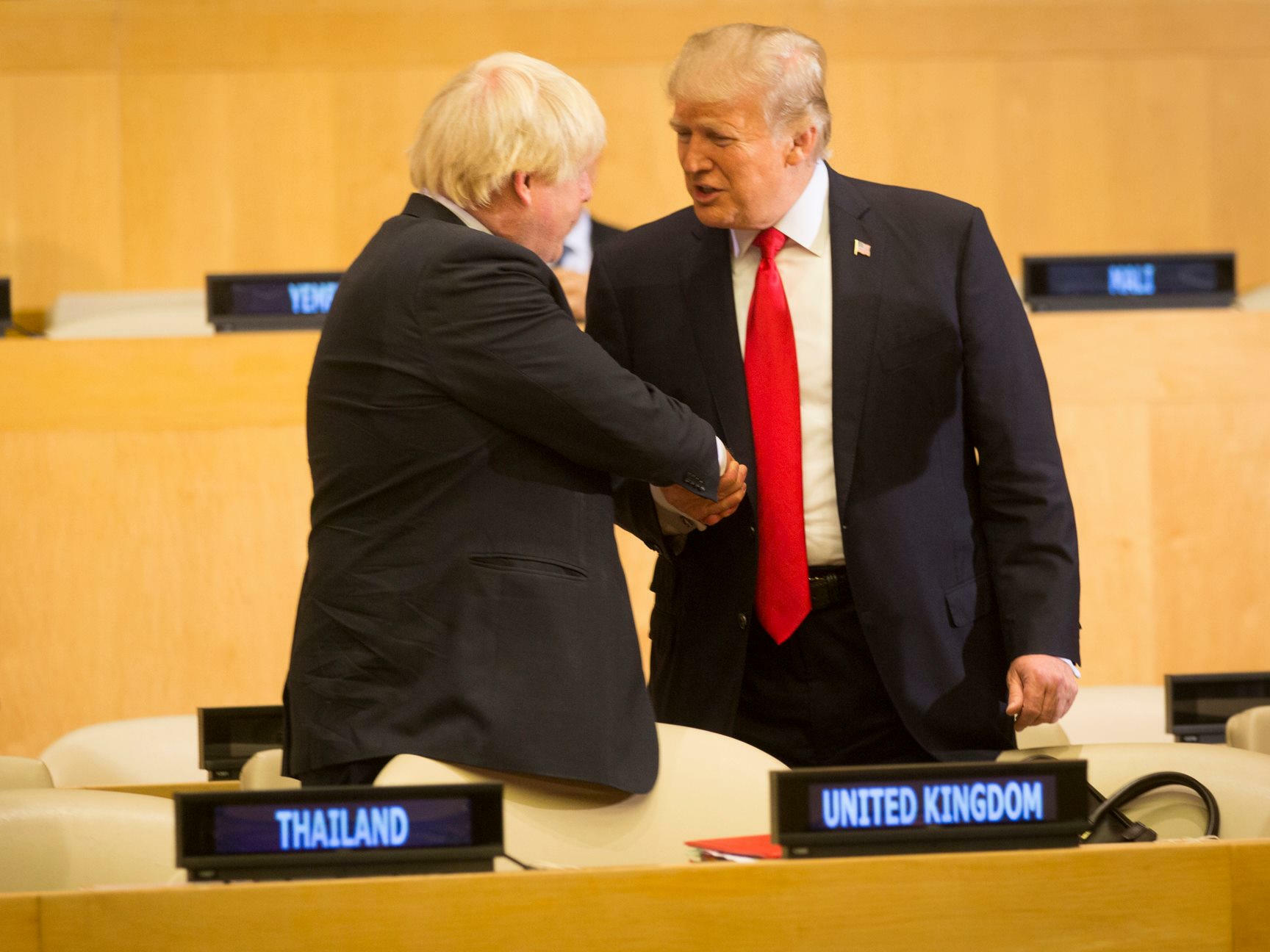
جونسون مع الرئيس الأمريكي دونالد ترامب في أكتوبر 2017.

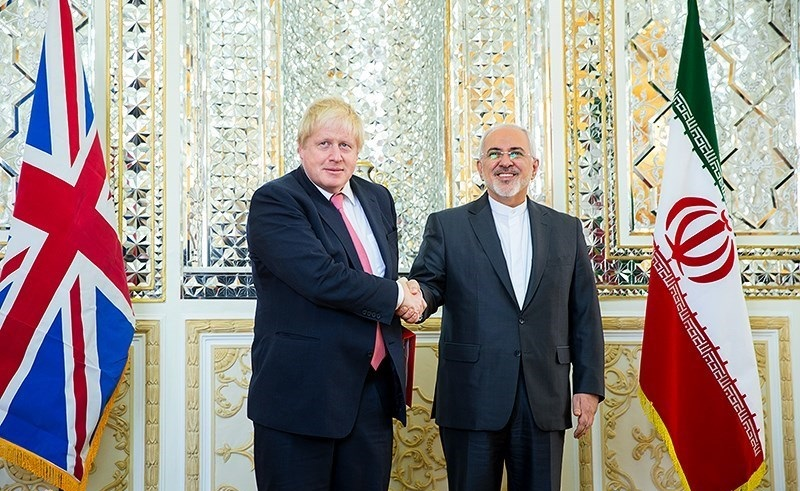
اجتماع جونسون مع وزير الخارجية الإيراني محمد جواد ظريف في طهران في ديسمبر 2017.

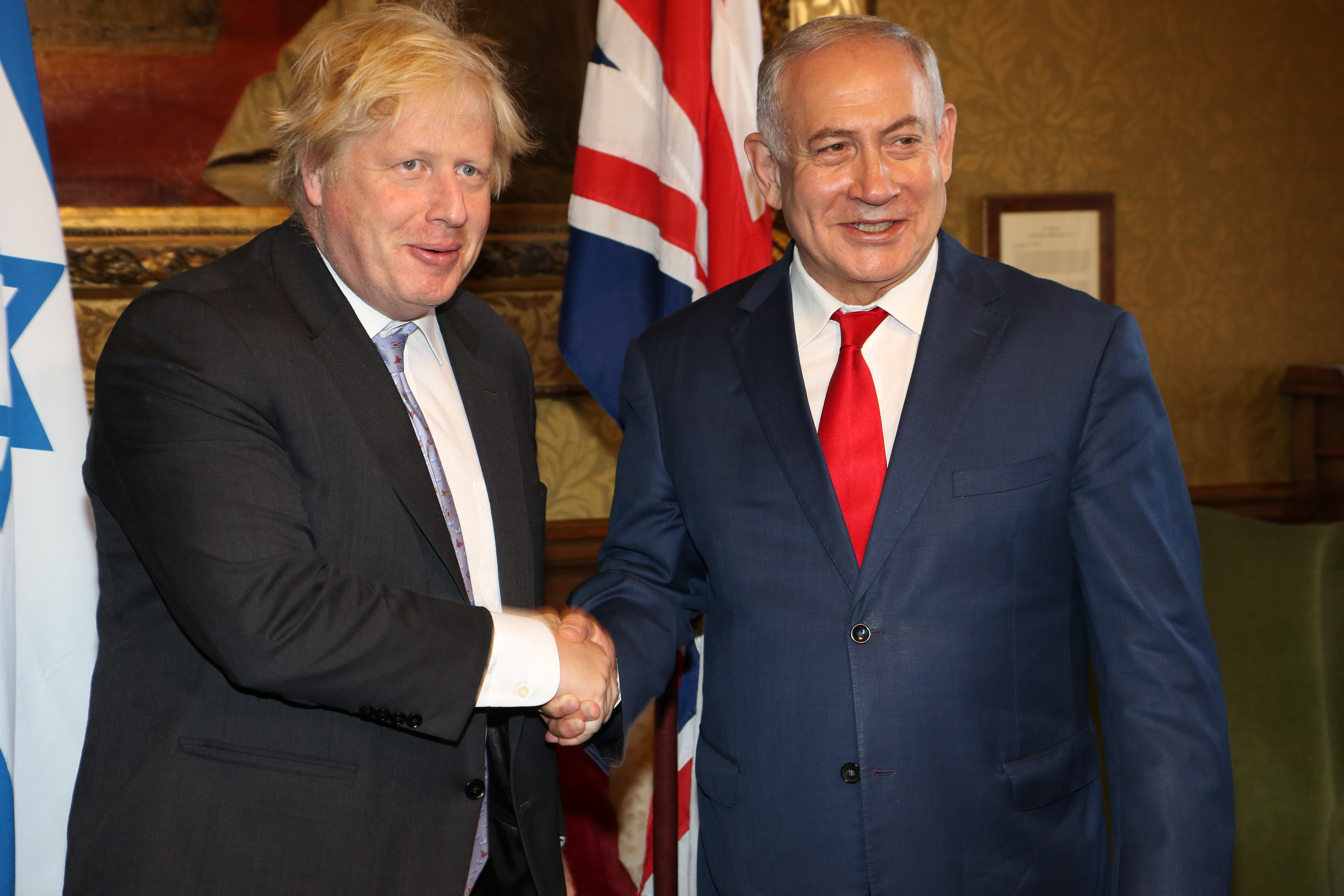
جونسون مع رئيس وزراء إسرائيل بنيامين نتنياهو في يونيو 2018.

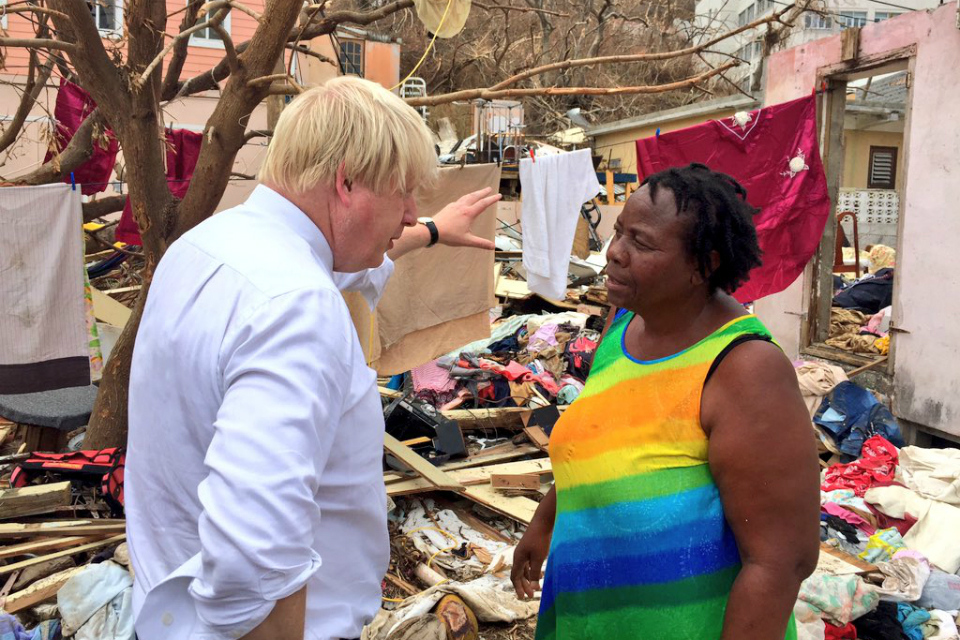
بوريس جونسون يلتقي بمواطنة في جزر العذراء البريطانية بعد إعصار إيرما.

بعد أن أصبحت تيريزا ماي زعيمة حزب المحافظين ورئيسة الوزراء فقد عينت جونسون وزير الخارجية في يوليو 2016. رأى المحللون أن التعيين كان تكتيكًا لإضعاف جونسون سياسيًا: حيث تم سحب صلاحيات خروج المملكة المتحدة من الاتحاد الأوروبي والتجارة الدولية منه. ضمنت تعيين جونسون أنه غالبًا ما يكون خارج البلاد وغير قادر على تنظيم وتعبئة أصحاب الدعامات ضدها مع إجباره أيضًا على تحمل مسؤولية المشكلات الناجمة عن الانسحاب من الاتحاد الأوروبي. انتقد تعيين جونسون بعض الصحفيين والسياسيين الأجانب بسبب تاريخه في التصريحات المثيرة للجدل حول الدول الأخرى. قال رئيس وزراء السويد السابق كارل بيلت: «أتمنى أن تكون مزحة». اقترح مسؤول كبير في حكومة أوباما أن تعيين جونسون سيدفع الولايات المتحدة أكثر نحو ألمانيا على حساب العلاقة الخاصة مع المملكة المتحدة.
كانت زيارة جونسون لتركيا في مايو 2016 متوترة بعض الشيء بسبب فوزه في مسابقة دوغلاس موراي الشعرية عن رئيس تركيا رجب طيب أردوغان قبل أربعة أشهر. عندما سئل جونسون عما إذا كان سيعتذر عن القصيدة رفض جونسون الأمر باعتباره «تفاهات». تعهد جونسون بمساعدة تركيا على الانضمام إلى الاتحاد الأوروبي وأعرب عن دعمه لحكومة أردوغان. أيد جونسون التدخل الذي تقوده المملكة العربية السعودية في اليمن ورفض منع مبيعات الأسلحة البريطانية للمملكة العربية السعودية قائلًا أنه لا يوجد دليل واضح على انتهاكات المملكة العربية السعودية للقانون الإنساني الدولي في الحرب في اليمن. في سبتمبر 2016 اتهمته جماعات حقوق الإنسان بمنع تحقيق الأمم المتحدة في جرائم الحرب السعودية في اليمن. نظرًا للتحالف البريطاني السعودي في ديسمبر جذب الانتباه لتعليقه على أن السعوديين كانوا يشبهون الإيرانيين في «لعب البوكر ولعب الحروب بالوكالة» في جميع أنحاء الشرق الأوسط. قالت ماي أن تعليقاته لا تمثل وجهة نظر الحكومة.
في نوفمبر 2016 أخبر جونسون لجنة الشؤون الخارجية المختارة أن نازانين زاجاري-راتكليف - مواطنة بريطانية - إيرانية تقضي عقوبة بالسجن لمدة خمس سنوات في إيران بعد اعتقالها بتدريب مواطنين صحفيين ومدونين في مشروع بي بي سي وورلد سيرفيس ترست - كان «مجرد تعليم الناس الصحافة». قالت زغاري-راتكليف أن زيارتها قد تمت ببساطة لابنتها لمقابلة أجدادها. في مواجهة الانتقادات صرح جونسون بأنه قد تم اقتباسه بشكل خاطئ وأنه لا يوجد ما قال أنه يبرر عقوبة زغاري راتكليف. في مايو 2018 أيد جونسون إطار الاتفاق النووي الإيراني على الرغم من انسحاب دونالد ترامب. رأى جونسون أن الصفقة يمكن أن تحقق فوائد اقتصادية للشعب الإيراني.
في أبريل 2017 قال جونسون أن سيادة جبل طارق «لن تتغير» بعد خروج بريطانيا من الاتحاد الأوروبي. وعد جونسون أثناء وجوده في أيرلندا الشمالية بأن خروج بريطانيا من الاتحاد الأوروبي سيترك الحدود الأيرلندية «بلا تغيير على الإطلاق». في مايو 2017 خلال الانتخابات العامة في المملكة المتحدة عام 2017 تعرّض للتوبيخ من امرأة بسبب مناقشته للكحول في معبد السيخ في بريستول. وعد جونسون بإنهاء التعريفات على الويسكي الهندي على الرغم من أن حماته هي من السيخ الذين تحظر ثقافتهم الكحول. وأعرب في وقت لاحق عن أسفه لأن لديها وجهات نظر مختلفة.
زار جونسون جزر أنغويلا وتورتولا (في جزر العذراء البريطانية) في 13 سبتمبر 2017 لتأكيد التزام المملكة المتحدة بالمساعدة في استعادة الأراضي البريطانية التي دمرها إعصار إيرما. قال أنه تم تذكيره بصور هيروشيما بعد أن ضربتها القنبلة الذرية.
في سبتمبر 2017 تم انتقاده لقيامه بتلاوة أسطر من قصيدة ماندالاي لروديارد كبلينغ أثناء زيارته لمعبد في ميانمار واقترح السفير البريطاني الذي كان معه أنه «غير مناسب». في أكتوبر 2017 واجه انتقادات لأنه قال أن مدينة سرت الليبية يمكن أن تصبح ناجحة اقتصاديا مثل دبي: «كل ما يجب القيام به هو إبعاد الجثث بعيدا». لم يدين جونسون تصرفات الحكومة والشرطة الإسبانية خلال استفتاء استقلال كتالونيا المحظور في 1 أكتوبر 2017.
في ديسمبر 2017 أخبر جونسون صحيفة صنداي تايمز: «كنت أقرأ تاريخ ثوسيديديس في حرب بيلوبونيز. كان من الواضح لي أن أثينا وديمقراطيتها وانفتاحها وثقافتها وحضارتها كانا بمثابة تناظرية للولايات المتحدة والغرب. روسيا بالنسبة لي كانت مغلقة وسيئة وعدوانية ومعادية للديمقراطية - مثل أسبرطة». بعد مايو 2018 تسمم سيرغي ويوليا سكريبال في سالزبوري وهو فعل ألقت الحكومة البريطانية باللوم فيه على روسيا وقارن جونسون استضافة فلاديمير بوتين لكأس العالم 2018 باستضافة أدولف هتلر لدورة الألعاب الأولمبية الصيفية 1936 في برلين. شجبت وزارة الخارجية الروسية موازية جونسون «غير المقبولة وغير الجديرة» تجاه روسيا «الأمة التي فقدت الملايين من الأرواح في قتال النازية».
أدان جونسون اضطهاد مسلمي الروهنجيا في ميانمار. قارن وضع روهينغيا مع نزوح الفلسطينيين في عام 1948. أيد جونسون الغزو التركي لشمال سوريا بهدف طرد الأكراد السوريين من جيب عفرين.

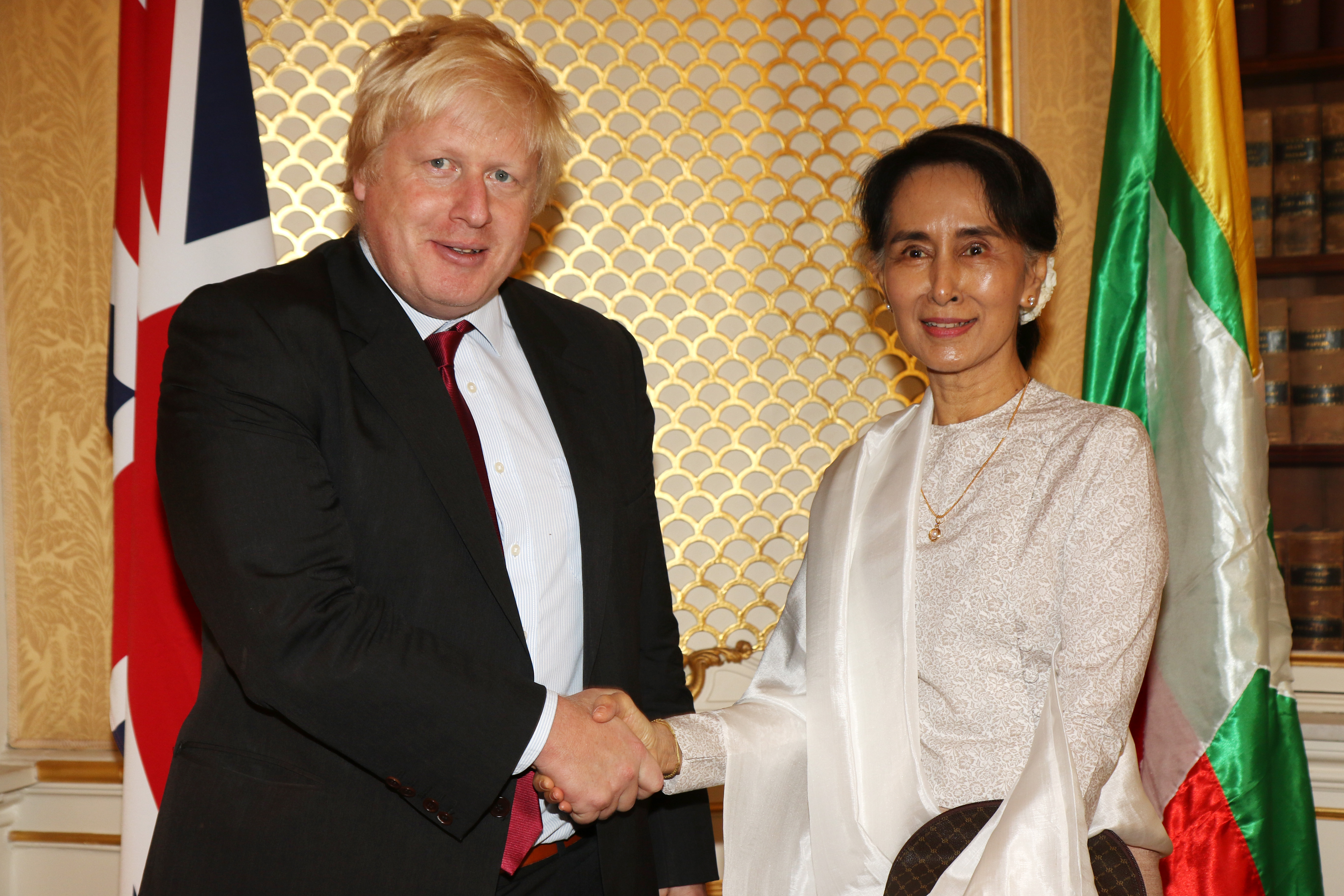
جونسون يجتمع مع زعيمة الأمر الواقع في ميانمار أون سان سو تشي في لندن، 12 سبتمبر 2016.

في مقال نشر في سبتمبر 2017 كرر جونسون أن المملكة المتحدة ستستعيد السيطرة على 350 مليون جنيه إسترليني بعد أسبوع من خروج بريطانيا من الاتحاد الأوروبي مما يشير إلى أنها تذهب إلى هيئة الخدمات الصحية الوطنية. تعرض بعد ذلك لانتقادات من قبل زملائه في مجلس الوزراء لإحياء التأكيد واتهم ب«سوء استخدام واضح للإحصاءات الرسمية» من قبل رئيس هيئة الإحصاء في المملكة المتحدة السير ديفيد نورغروف. رفضت السلطة الإشارة إلى أنها كانت تداعس على عناوين الصحف وليس كلمات جونسون الفعلية. بعد الانتخابات العامة لعام 2017 نفى جونسون تقارير إعلامية أنه يعتزم تحدي قيادة ماي. في خطاب أرسله في مايو 2018 إلى ماي اقترح جونسون أن أيرلندا الشمالية قد تضطر إلى قبول مراقبة الحدود بعد خروج بريطانيا من الاتحاد الأوروبي وأنه لن يؤثر بشكل خطير على التجارة بعد أن قالت في البداية أن الحدود الصعبة لن يكون من المتصور.
في مارس 2018 اعتذر جونسون عن «تحيزه الجنسي غير المقصود» بعد انتقاده لدعوته وزيرة الخارجية في الظل إميلي ثورنبيري باسم «السيدة نوجي» وكانت ثورنبيري متزوجة من كريستوفر نوجي لكنها لم تستخدم لقبه. في يونيو قيل أنه قال «يمارس الجنس مع رجال الأعمال» عندما سئل عن مخاوف الشركات بشأن خروج بريطانيا من الاتحاد الأوروبي «الصعب».
قال جونسون أن اعتراف الولايات المتحدة بالقدس عاصمة لإسرائيل هو «فرصة» للسلام. في يونيو 2018 اتهم جونسون مجلس حقوق الإنسان التابع للأمم المتحدة بالتركيز بشكل غير متناسب على الصراع الإسرائيلي الفلسطيني واحتلال إسرائيل للأراضي الفلسطينية.
في يوليو 2018 بعد ثلاثة أيام من اجتماع مجلس الوزراء في تشيكرز للموافقة على إستراتيجية خروج بريطانيا من الاتحاد الأوروبي تقدم جونسون إلى جانب وزير خروج بريطانيا ديفيد ديفيس بالاستقالة من منصبه.

### العودة إلى المقاعد الخلفية: 2018-2019
بعد الاستقالة من منصبه كوزير للخارجية عاد جونسون إلى دور النائب. في يوليو ألقى جونسون خطاب الاستقالة قائلًا أن الوزراء كانوا «يقولون شيئًا ما للاتحاد الأوروبي حول ما نقوم به حقًا ويتظاهروا بأخرى للناخبين». قال فيه أنه "لم يفت الأوان لإنقاذ خروج المملكة المتحدة من الاتحاد الأوروبي. لدينا وقت في هذه المفاوضات. لقد غيرنا المسار مرة واحدة ويمكننا أن نغير المسار مرة أخرى". ذكرت بزفيد أن جونسون كان على اتصال مع ستيف بانون كبير المستشارين السابقين لدونالد ترامب. في المقابلات امتدح بانون جونسون وقال أنه يجب أن يتحدى تيريزا ماي لقيادة الحزب. في يناير 2019 تعرض جونسون لانتقادات بسبب الملاحظات التي أدلى بها خلال حملة الخروج في عام 2016 بخصوص احتمال انضمام تركيا إلى الاتحاد الأوروبي وأنكر جونسون إبداء مثل هذه الملاحظات. في مارس 2019 قال جونسون أن الإنفاق على التحقيق في المزاعم التاريخية المتعلقة بإساءة معاملة الأطفال بدلاً من المزيد من رجال الشرطة في الشوارع كان أموال «منتشرة في الجدار». وقد تم انتقاد هذا الادعاء بشدة من قبل ضحايا ومنظمات مناهضة للإساءة ورئيس شرطة. قام وزير شرطة الظل لويز هايج بالتغريد: «هل يمكنك أن تنظر إلى الضحايا في عينهم وتخبرهم بالتحقيق وتقديم الأشخاص الذين أساءوا معاملتهم مثل الأطفال أنها مضيعة للمال؟ أنت تافه وأهبل خطير».

#### الصحافة
في يوليو 2018 وقع جونسون عقدًا لمدة 12 شهرًا لكتابة مقالات لمجموعة تيليغراف للإعلام. في أغسطس ذكرت اللجنة الاستشارية لتعيينات الأعمال أن هذا العمل كان خرقًا للقانون الوزاري. في ديسمبر أُمر جونسون بالاعتذار للبرلمان لفشله في إعلان أرباح بقيمة 50,000 جنيه إسترليني. وجد المفوض البرلماني للمعايير أن الأخطاء لم تكن عن غير قصد وأن جونسون فشل في تسع مناسبات في إصدار إعلانات ضمن القواعد.
في واحدة من المقالات الأولى التي نشرتها صحيفة ديلي تلغراف ناقش جونسون حظر ارتداء الحجاب في الدنمارك وجادل ضد أي حظر على البرقع أو النقاب لكنه اقترح أن هذه الملابس تجعل مرتديها يشبهون «صندوق الرسائل» و«سارقو البنوك». اتهم المجلس الإسلامي البريطاني جونسون ب«التطرف إلى أقصى اليمين» بينما اتهمه نظيرته المحافظة البارونة سعيدة وارثي بسياسة «صافرة الكلاب». دعا العديد من كبار المحافظين بما في ذلك ماي جونسون إلى الاعتذار. جادل آخرون مثل النائبة نادين دوريز بأن تعليقاته لم تذهب بعيدا بما فيه الكفاية وأنه ينبغي حظر حجاب الوجه. وجد استطلاع للرأي أجرته سكاي نيوز أن 60% اعتقدوا أن تعليقات جونسون ليست عنصرية بينما يعتقد 33% بأن تعليقات جونسون عنصرية. اعتقد 48% أنه لا ينبغي أن يعتذر بينما اعتقد 45% أنه يجب عليه الاعتذار. تم تشكيل لجنة مستقلة لمراجعة تعليقات جونسون. في ديسمبر أخلته اللجنة من ارتكاب أي مخالفات قائلة أنه بينما يمكن اعتبار لغته «استفزازية» إلا أنه كان «محترمًا ومتسامحًا» وكان يحق له تمامًا استخدام «هجاء» لتوضيح وجهة نظره. في سبتمبر 2018 كتب جونسون: «لقد فتحنا على أنفسنا لابتزاز سياسي دائم. لقد لفنا سترة انتحارية حول الدستور البريطاني وسلمنا المفجر إلى ميشيل بارنييه». انتقده كبار المحافظين بشدة مع تعهد آلان دنكان من وزارة الخارجية بضمان أن تكون التعليقات «النهاية السياسية لبوريس جونسون».
في أبريل 2019 قضت منظمة معايير الصحافة المستقلة بأن ادعاءًا في مقال نشر في 6 يناير 2019 في ديلي تيليغراف يذكر أن «الشعب البريطاني لن يخاف من دعم صفقة خروج بريطانيا عن الاتحاد الأوروبي» مؤلف من قبل جونسون وأن خروج بريطانيا من الاتحاد الأوروبي عن الصفقة كان «بهامش مفضل من قبل الجمهور البريطاني» كان خاطئًا و«يمثل إخفاقًا في الاهتمام بدقة المقالة في خرقًا للفقرة 1 (ط)» من إرشاداتها والمطلوب نشر تصحيح للادعاء الخاطئ في النسخة المطبوعة وإلحاقه بالنسخة الإلكترونية.

#### سوء السلوك المزعوم في المناصب العامة
قام ماركوس بول المدعي الخاص بتمويل أكثر من 200000 جنيه إسترليني من حوالي 6000 مؤيد لمقاضاة جونسون في ثلاث تهم بسبب جريمة سوء السلوك الجنائي في المناصب العامة. يُزعم أن جونسون قد أساء استخدام ثقة الجمهور خلال استفتاء بقاء المملكة المتحدة ضمن الاتحاد الأوروبي 2016 من خلال الكذب حول إنفاق المملكة المتحدة على عضوية الاتحاد الأوروبي في مناصبه العامة كعضو في البرلمان وعمدة لندن. في 23 فبراير 2019 قدم الادعاء معلومات عن القضية في محكمة ويستمنستر الجزئية وقدم طلبًا لاستدعاء ضد جونسون. في 29 مايو كتبت قاضي المقاطعة مارجوت كولمان: «قضية مقدم الطلب هي أن هناك أدلة كافية على أن المدعى عليه المقترح يعلم أن التصريحات كانت خاطئة». وأكدت أن الادعاءات غير مثبتة حاليًا. كان من المقرر أن تعقد الجلسة التمهيدية في محكمة ويستمنستر الجزئية مع إحالة القضية في وقت لاحق إلى محكمة التاج للمحاكمة ولكن المحكمة العليا ألغت القضية في 7 يونيو.

### انتخابات القيادة 2019
في 16 مايو 2019 أكد جونسون أنه سيخوض انتخابات القيادة القادمة بعد استقالة تيريزا ماي المتوقعة. في مقابلة أجريت في أوائل يونيو قبل زيارة المملكة المتحدة مباشرة أيد الرئيس الأمريكي دونالد ترامب جونسون لهذا الدور قائلاً عن الانتخابات: «لقد درستها بالفعل بجهد كبير. أعرف اللاعبين المختلفين... ولكني أعتقد أن بوريس سيفعل ذلك قام بعمل جيد للغاية وأعتقد أنه سيكون ممتازًا وأنا أحبه».
بعد استقالة ماي في 7 يونيو أطلق جونسون حملته رسميًا بعد خمسة أيام قائلاً: «بعد مضي ثلاثة أعوام على انقضاء مهلة زمنية يجب علينا مغادرة الاتحاد الأوروبي في 31 أكتوبر. يجب أن نفعل ما هو أفضل من اتفاقية الخروج الحالية التي تم رفضها ثلاثة مرات من قبل البرلمان - واسمحوا لي أن أوضح أنني لا أسعى إلى التوصل إلى نتيجة بدون صفقة ولا أعتقد أننا سننتهي بأي شيء من هذا القبيل لكن من المسؤول فقط التحضير بقوة وجدية من دون صفقة. من المذهل أن يقترح أي شخص الاستغناء عن هذه الأداة الحيوية للتفاوض». وحذر جونسون أثناء الحملة الانتخابية من «عواقب وخيمة على ثقة الناخبين في السياسة» إذا دفعت الحكومة الاتحاد الأوروبي لمزيد من التأخير. وقد دعا إلى إزالة الدعامة من أي صفقة خروج بريطانيا واستبدالها بترتيبات بديلة ووعد بالاحتفاظ بمبلغ 39 مليار جنيه استرليني من الطلاق الذي من المقرر أن تقدمه المملكة المتحدة للاتحاد الأوروبي عند الانسحاب «حتى يظهر وضوح أكبر». في البداية تعهد جونسون بخفض حاجز ضريبة الدخل على أصحاب العمل الذين يزيد عددهم على 50.000 جنيه إسترليني عن طريق رفع الحد الضريبي بنسبة 40% إلى 80,000 جنيه إسترليني لكنه تراجع عن هذه الخطط بعد تعرضه للهجوم في نقاش بثه تلفزيون بي بي سي. قال أيضًا أنه يخطط لرفع المستوى الذي يبدأ عنده العمال ذوو الأجور المنخفضة في دفع التأمين الوطني.
أظهر استطلاع لأعضاء الحزب نُشر في 13 يونيو أن جونسون كان المرشح الأبرز. حصل على 114 صوتًا في الاقتراع وهو الأول من أصل خمسة الذي جرى في ذلك اليوم. تعرض جونسون لانتقادات من منافسه جيريمي هانت لفشله في الظهور بجانبه والمرشحين الآخرين في نقاش في 16 يونيو. أثناء النقاش الذي بثته القناة الرابعة البريطانية سأل هنت: «إذا كان فريقه لن يسمح له بالخروج مع خمسة من الزملاء الودودين إلى حد ما كيف سيتعامل مع 27 دولة أوروبية»؟ في 16 يونيو حصل الاقتراع الثاني وحصل جونسون على 12 نائبا إضافيا ليرتفع عدد الأصوات إلى 126. وحصل على 143 صوتا في الاقتراع الثالث و157 في الاقتراع الرابع. في الاقتراع الأخير للنواب في 20 يونيو حصل على 160 صوتًا وتم اختياره كأحد المرشحين الأخيرين إلى جانب هانت.
تلقى جونسون أكثر من 500,000 جنيه إسترليني في شكل تبرعات سياسية في الفترة من مايو إلى يوليو 2019. حصل على 100,000 جنيه إسترليني من جون موينيهان رئيس مجلس إدارة مجموعة بي أيه للاستشارات و28000 جنيه إسترليني من أنتوني بامفورد رئيس مجلس إدارة شركة جاي سي بي و20000 جنيه إسترليني من شركة الاستثمار كيليك وشركائه و10،000 جنيه إسترليني من رجل الأعمال محمد أميرسي أو 10,000 جنيه إسترليني من زوجة تاجر السلاح السعودي ذو الأصول السورية وفيق رضا سعيد.
في 19 يوليو ذكرت رويترز أن جونسون بالإضافة إلى حلفائه السياسيين تلقى دعماً نشطاً من قبل ألكسندر تيميركو رجل النفط الروسي الأوكراني السابق الذي أصبح مانحًا رئيسيًا لحزب المحافظين بعد فراره من روسيا في عام 2004 للتهرب من تهم جنائية. وقال تيميركو أنه كان على صداقة مع جونسون. قال المتحدث باسم الكرملين ديمتري بيسكوف أن تيميركو «لا علاقة له بالكرملين أو السلطات الروسية».
تم إغلاق تصويت الأعضاء في 22 يوليو مع إعلان النتيجة في 23 يوليو. تم انتخاب جونسون زعيماً بحصوله على 92,153 صوتًا (66٪) مقابل 46,656 صوتًا لهنت (34٪).

## رئيس وزراء المملكة المتحدة (2019-2022)
في 24 يوليو 2019 في اليوم التالي لانتخاب جونسون كزعيم لحزب المحافظين قبلت الملكة إليزابيث الثانية استقالة تيريزا ماي وعينت جونسون رئيسًا للوزراء. في أول خطاب له في هذا الدور وعد جونسون بأن المملكة المتحدة ستترك الاتحاد الأوروبي في 31 أكتوبر 2019 مع أو بدون صفقة.

### مجلس الوزراء
عين جونسون حكومته في 24 يوليو 2019 واصفًا إياها ب«مجلس الوزراء لبريطانيا الحديثة» حيث وصفتها وسائل الإعلام بأنها «بيان متنوّع عرقيًا ولكنه متجانس أيديولوجيًا». أثناء تشكيل حكومته قام جونسون بإقالة 11 من كبار الوزراء وقبل استقالة ستة آخرين وهي عملية تطهير وصفها حليف جونسون نايجل إيفانز بأنها «ليست تعديلًا كبيرًا مثل مذبحة يوم الصيف». كانت الإقالة الجماعية هي إعادة تنظيم مجلس الوزراء الأكثر شمولاً دون تغيير في الحزب الحاكم في التاريخ السياسي البريطاني لما بعد الحرب حيث تجاوز الوزراء السبعة الذين تم فصلهم في «ليلة السكاكين الطويلة» عام 1962 وأطلق عليها اسم «ليلة السكاكين الشقراء» بواسطة ذا صن.
ومن بين التعيينات الأخرى جعل جونسون دومينيك راب سكرتير الدولة الأول ووزير للخارجية وعين ساجد جاويد وبريتي باتل مستشارة وزير الخزانة ووزير الداخلية على التوالي. زاد جونسون عدد الوزراء في مجلس الوزراء إلى 33 أي أكثر بأربعة وزراء من مجلس وزراء ماي. ربع المعينين من النساء وسجل مجلس الوزراء رقما قياسيا جديدا لتمثيل الأقليات العرقية بوجود أربعة من وزراء الدولة ووزيرين إضافيين من الأقليات. ينتمي ما يقرب من ثلثي المعينين لمدارس خاصة ونصفهم تقريباً التحقوا بجامعات أكسفورد أو كامبريدج. أنشأ جونسون أيضًا وزارة جديدة احتفظ بها لنفسه وهي وزارة الاتحاد للوفاء بتعهد الحملة التي قطعها في انتخابات القيادة.

## وجهات النظر السياسية والأيديولوجية

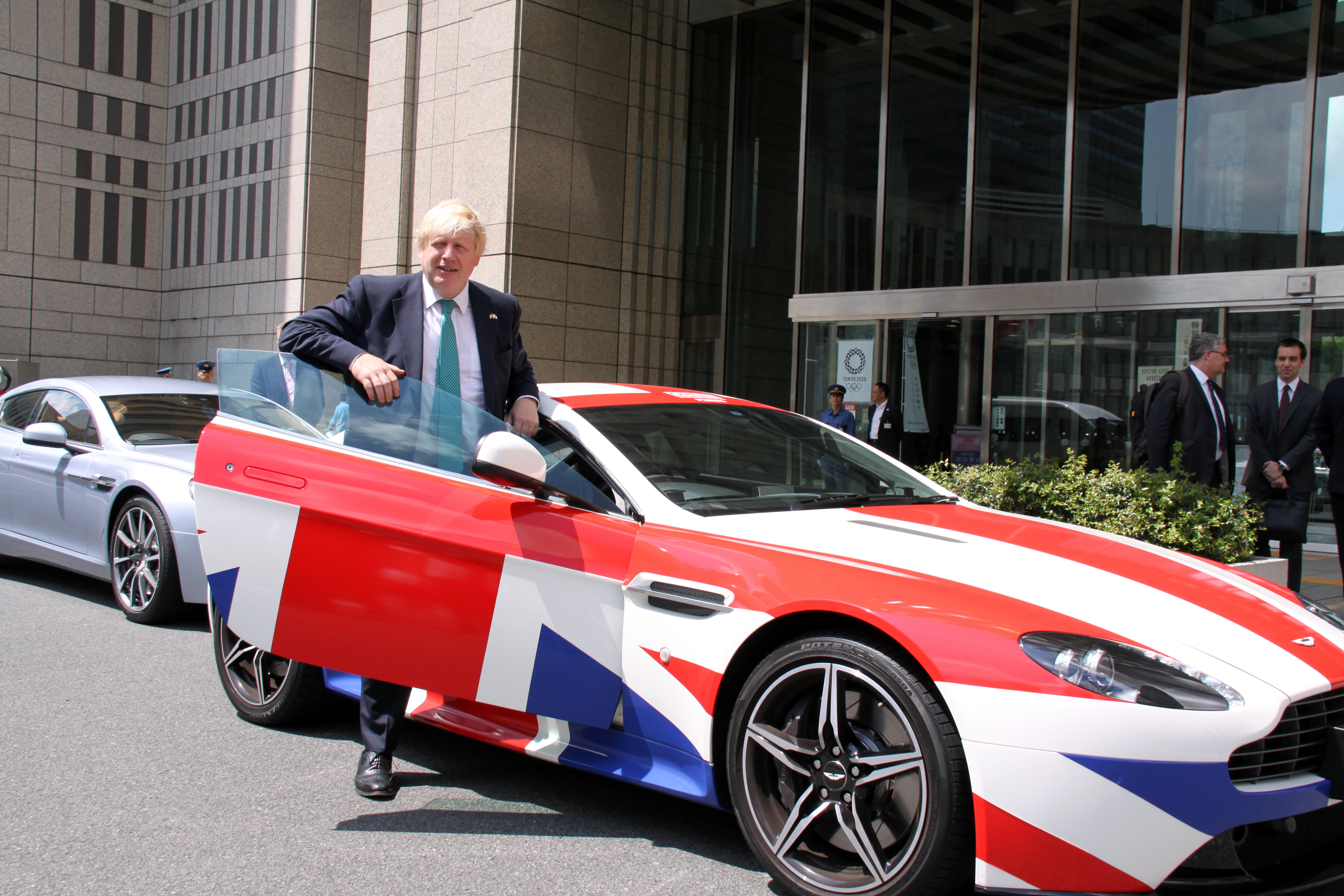
جونسون في يوليو 2017.

من الناحية الأيديولوجية وصف جونسون نفسه بأنه «حزب الأمة الواحدة». وصف العالم السياسي توني ترافرز من كلية لندن للاقتصاد جونسون بأنه «كلاسيكي إلى حد ما - أي عظيم صغير - محافظ مؤمن بالشكوكية الأوروبية» الذي اعتنق مثل معاصريه كاميرون وأوزبورن أيضًا «الليبرالية الاجتماعية الحديثة». ذكرت صحيفة الغارديان أن جونسون قد خلط بين الليبرالية الاقتصادية والاجتماعية بينما ذكرت صحيفة ذي إيكونوميست أن جونسون قام «بتجاوز هويته المحافظة» واعتماد منظور أكثر تحررية. وصف ستيوارت ريد زميل جونسون في مجلة المشاهد آراء الأخير بأنها آراء «تحرري ليبرالي». أشارت صحيفة بيزنس إنسايدر إلى أنه بصفته عمدة لندن اكتسب جونسون سمعة ك«سياسي ليبرالي وسياسي وسطي». قال كاتب سيرة جونسون وصديقه أندرو جيمسون أنه بينما «في الشؤون الاقتصادية والاجتماعية [جونسون] ليبرالي حقيقي» فإنه يحتفظ «بعنصر المحافظين» لشخصيته من خلال «حبه للمؤسسات القائمة واعتراف بحتمية التسلسل الهرمي».
قال ستيوارت ويلكس-هييج المدير التنفيذي لمراجعة الحسابات الديمقراطية أن «بوريس ذكي من الناحية السياسية» بينما صرحت كاتبة السيرة الذاتية سونيا بورنيل بأن جونسون غيّر رأيه بانتظام بشأن القضايا السياسية معلقة على ما تعتبره «فراغ إيديولوجي تحت السطح الخارجي القوي للحزب». أشارت لاحقًا إلى أنه «انتهازي - قد يقول البعض منهجي براغماتي - للسياسة». في عام 2014 ادعى العمدة السابق كين ليفينغستون في مقابلة مع نيوستيتسمان أنه في حين كان يخشى من جونسون ذات مرة «أكثر الأيديولوجيين اليمينيين المتشددين منذ تاتشر» على مدار عمودية جونسون كان قد خلص بدلاً من ذلك إلى أنه «مسدس كسول إلى حد ما يريد فقط أن يكون هناك» أثناء القيام بعمل قليل جدًا.
في كتابه احتمال اقترح فيليب كولينز أن جونسون وغيره من مؤيدي خروج المملكة المتحدة من الاتحاد الأوروبي في حزب المحافظين كانوا «من الديغوليين البريطانيين» الذين كانوا «يعتمدون على تصور للأمة التي يتم فيها إعادة توليد روح الحرية النائمة». اقترح أن هذا كان شكلًا من أشكال القومية وإن لم يكن من النوع «الشوفيني». في بوليتيكو قارن مايكل هيرش جونسون مع ترامب مما يشير إلى أن كليهما كانا من دعاة «القومية الجديدة». أجاب جونسون أنه «ليس قوميا إذا كنت تعني بذلك أنني من رهاب الأجانب أو شخص ينتقص من بلدان وثقافات أخرى».
لاحظ بورنيل أن جونسون "ليس شيئًا إذا لم يكن نخبويًا". في مقال بعنوان "عاش النخبوية" ذكر جونسون أنه "بدون النخب والنخبوية سيبقى الإنسان في كهفه". ومع ذلك منذ حملة خروج المملكة المتحدة من الاتحاد الأوروبي انتقد "سخرية النخبة" حول خروج المملكة المتحدة من الاتحاد الأوروبي. وصف "مؤامرة النخبة لإحباط خروج المملكة المتحدة من الاتحاد الأوروبي واتهم النخبة بأنها "بصراحة غير مبالية بالمعاناة التي تسببها سياساتهم". لذلك وصفته بعض المصادر الإعلامية بأنه "شعبوي".

### الهجرة والاتحاد الأوروبي
يعتقد بورنيل أن تأثير عائلة أم جونسون فاوستس اليسارية هو الذي أدى به إلى تطوير «بغيض حقيقي للتمييز العنصري». وأشاد جونسون برئيس الوزراء السابق ونستون تشرشل قائلاً أن «تشرشل أنقذ هذا البلد وأوروبا بأسرها من طغيان فاشية وعنصرية وأن ديوننا له لا تُحصى». وأضاف أن تشرشل كان «يتمتع بسجل غير عادي باعتباره مصلحًا اجتماعيًا كان يهتم بشدة بالأشخاص العاملين وحياتهم». بصفته عمدة لندن عُرف جونسون بأنه من مؤيدي الهجرة. في عام 2018 خلال مفاوضات خروج بريطانيا من الاتحاد الأوروبي دعا إلى اتباع نهج أكثر ليبرالية في الهجرة من رئيسة الوزراء البريطانية تيريزا ماي.
في عام 2003 قال جونسون عن الاتحاد الأوروبي: «أنا لست بأي حال من الأحوال متشائمًا للغاية من الناحية الأوروبية. من بعض النواحي أنا من محبي الاتحاد الأوروبي. إذا لم يكن لدينا واحدة فسنخترع شيئًا من هذا القبيل». من عام 2009 فصاعدًا دعا إلى إجراء استفتاء على عضوية بريطانيا في الاتحاد الأوروبي. في عام 2018 خلال مفاوضات خروج بريطانيا من الاتحاد الأوروبي دعا بريطانيا إلى مغادرة السوق الموحدة. صرح بأن عضوية بريطانيا في الاتحاد الأوروبي أدت إلى قمع أجور شعبها «الأصلي» وقال أن الاتحاد الأوروبي عازم على إنشاء «دولة عظمى» تريد حرمان بريطانيا من سيادتها. في عام 2019 قال جونسون أنه سيخرج بريطانيا من الاتحاد الأوروبي في 31 أكتوبر ما إذا كانت هناك صفقة أم لا. إذا غادرت المملكة المتحدة بموجب «لا صفقة خروج بريطانيا من الاتحاد الأوروبي» فستترك الاتحاد الأوروبي دون اتفاق رسمي وبالتالي يتعين عليها التجارة مع العالم (بما في ذلك الدول الأعضاء في الاتحاد الأوروبي) بشروط منظمة التجارة العالمية.

### السياسة الخارجية

#### روسيا
لقد أيد جونسون سياسة أكثر عدوانية تجاه روسيا. في ديسمبر 2017 وصف جونسون روسيا بأنها «مغلقة وسيئة وعسكرية وغير ديمقراطية». قال أن «إعادة التعيين» في العلاقات بين المملكة المتحدة وروسيا أمر مستحيل.
وصف جونسون خط أنابيب الغاز نورد ستريم 2 من روسيا إلى ألمانيا بأنه «مثير للانقسام» و«تهديد» جعل أوروبا تعتمد على «روسيا الخبيثة» في إمدادات الطاقة.
سخر جونسون علنا وانتقد الرئيس الروسي فلاديمير بوتين. في عام 2015 وصفه بأنه «طاغية لا يرحم ويتلاعب» «يشبه إلى حد ما دوبي (المخلوق في هاري بوتر)».

#### ايرلندا
بناءً على تعيين جونسون رئيسًا للوزراء أرسل التاوسيتش ليو فرادكار تغريدة هنأه فيها معربًا عن رغبته في الحصول على «مشاركة مبكرة في انسحاب المملكة المتحدة من الاتحاد الأوروبي وأيرلندا الشمالية والعلاقات الثنائية».
أعرب فرادكار عن قلقه من خطط جونسون لخروج بريطانيا وتأثيرها على العلاقات البريطانية الأيرلندية.
زعم أن جونسون قد أدلى بتعليقات سلبية لمساعديه حول فارادكار.

#### تركيا وقبرص
في عام 2016 كتب جونسون قصيدة فكاهية عن الرئيس التركي رجب طيب أردوغان. فازت القصيدة بمسابقة في مجلة المشاهد وحصل جونسون على 1000 جنيه إسترليني تبرع بها قارئ.
وصف جونسون جماعة كولن بأنها «طائفة دينية» وأيد عمليات التطهير التي أعقبت الانقلاب في تركيا قائلاً: «ما حدث بوضوح في يوليو [2016] كان عنيفًا للغاية ومعاديًا للديمقراطية بشدة وشريرًا للغاية وكان من الصواب تمامًا أن تم سحقه».
عبر جونسون عن دعمه لعملية السلام في قبرص. وقال أيضًا أن الأراضي البريطانية في قبرص «ضخمة» وبريطانيا «مستعدة للتنازل عن بعض تلك الأراضي التي لا نحتاج إليها».

#### الهند
هنأ جونسون رئيس الوزراء الهندي ناريندرا مودي على إعادة انتخابه في مايو 2019.
أثناء توقفه في بيدفوردشير أثناء حملته لقيادة حزب المحافظين لعام 2019 أشار جونسون إلى أن العلاقات التجارية المتنامية مع الهند ستكون أولوية قائلاً: «ارتفعت التجارة مع الصين بحوالي 45% في السنوات العشر الماضية. في الهند ظلت الأحجام تقريبًا ثابتة. نحن بحاجة إلى فعل المزيد والهند سوق طبيعي ضخم للمملكة المتحدة».

#### الصين
ساند جونسون المتظاهرين المناهضين للحكومة في احتجاجات هونج كونج على مشروع قانون تسليم المجرمين 2019 وشدد على أهمية احترام بكين لنهج «دولة واحدة ونظامان» تجاه هونج كونج الساري منذ تسليمها إلى الصين.
وقال جونسون أن حكومته ستكون «موالية للصين» في مقابلة مع محطة تلفزيون فينيكس في هونغ كونغ. أعرب عن دعمه لجهود الرئيس الصيني شي جين بينغ في الاستثمار في البنية التحتية ومبادرة حزام واحد طريق واحد ووعد بالإبقاء على المملكة المتحدة «أكثر اقتصاد مفتوح في أوروبا» للاستثمار الصيني.

## شخصية جونسون العامة

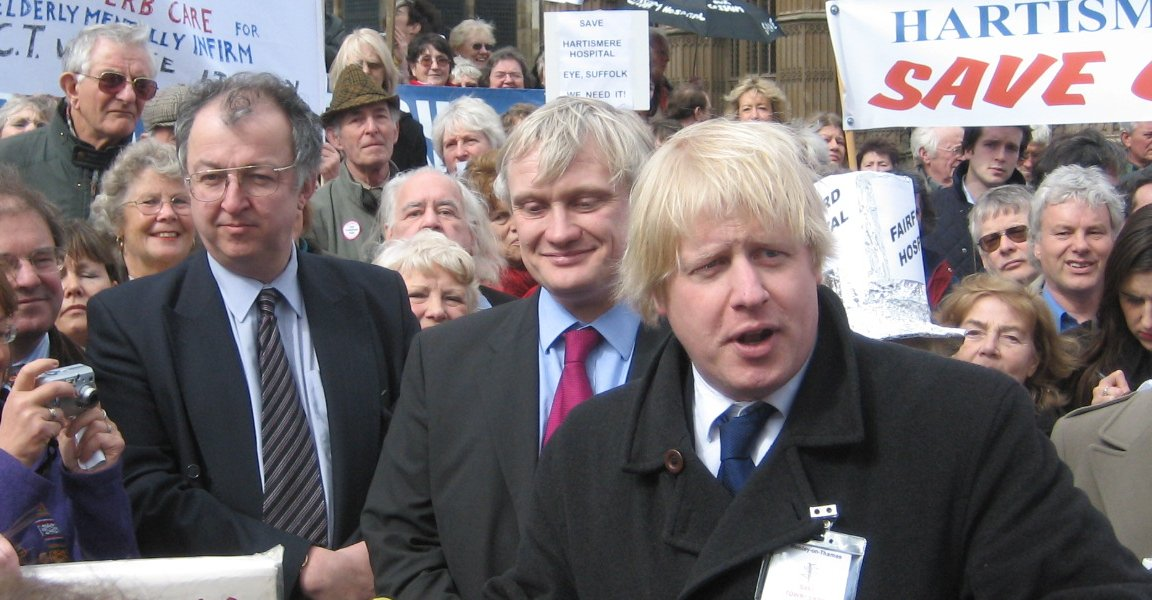
جونسون في مظاهرة ضد إغلاق المستشفى مع النائب الديمقراطي الليبرالي جون هيمينغ (يسار) والنائب المحافظ غراهام ستيوارت (وسط) في 28 مارس 2006.

يُعرف جونسون على نطاق واسع باسم «بوريس» وقد اجتذب مجموعة متنوعة من الأسماء المستعارة بما في ذلك «بوجو» وهو لفظ منحوت من الاسم الأول واسم عائلته. وصفت كاتبة السيرة الذاتية سونيا بورنيل شخصيته العامة بأنها «بوريس العلامة التجارية» مشيرة إلى أنه طورها أثناء وجوده في جامعة أكسفورد. أشار ماكس هاستينغز إلى هذه الصورة العامة على أنها «واجهة تشبه واجهة ب. غ. وودهاوس وغوسي فينك-نوتل المتحالفة مع الذكاء والسحر والتألق وومضات مذهلة من عدم الاستقرار» بينما صرح العالم السياسي أندرو كينز بأن جونسون عرض «الشخصية لشخص محبوب وجدير بالثقة مع رأس مال فكري قوي». عرّفه رئيس تحرير العين الخاص إيان هيسلوب بأنه «بينو بوريس» بسبب طبيعته الكوميدية المتصورة قائلاً: «إنه برلسكوني... إنه السياسي الوحيد الذي يشعر بالارتياح لدينا والجميع مشغول جدًا بالمسؤولية». بالنسبة للصحفي ديف هيل كان جونسون «شخصية فريدة من نوعها في السياسة البريطانية وهو مزيج غير مسبوق من الممثل الكوميدي والمخادع ورجل التخريب الوهمي والحلويات الإعلامية الشعبية».
جونسون يزرع عمدا «نظرة شبه شمولية» على سبيل المثال عن طريق خلط شعره على وجه التحديد بطريقة معينة عندما يظهر في مظاهر علنية. وصفته بورنيل بأنه «مروج الهوس الذاتي» الذي ملأ حياته ب«المرح والنكات». وصفه كرينز بأنه «مهرج» وذكر جونسون أن «الفكاهة هي أداة يمكنك استخدامها كالسكر للحصول على نقاط مهمة». أشارت بورنيل إلى أن زملائه عبروا بانتظام عن رأي مفاده أن جونسون استخدم الناس للنهوض بمصالحه الخاصة مع جيمسون مشيرا إلى أن جونسون كان «واحدًا من كبار الزملاء في عصرنا». أشارت بورنيل إلى أنه ابتعد عن الأسئلة الجادة باستخدام «القليل من الفكاهة والكثير من التبجح». وفقا لجيمسون كان جونسون «إنسانيا» و«يمكن أيضا أن يكون غير مدهش للآخرين» عند متابعة مصالحه الخاصة. لاحظ جيمسون أيضًا أن جونسون «لديه رغبة مفرطة في أن يكون محبوبًا»
وفقًا لبرونيل فإن جونسون «ينعم بالكاريزما الهائلة والذكاء والجاذبية الجنسية وغبار الذهب المشهور وكما أنه معترف به ومحبوب من قبل الملايين - على الرغم من أنه ربما أقل من ذلك بكثير من قبل الكثير ممن اضطروا إلى العمل معه عن كثب (ناهيك عن اعتماده على الحيلة والدهاء والإستراتيجية ويمكن أن يقوم بالانقلابات السياسية الخطيرة عندما يحدث الخير الأكبر ليتزامن مع مصلحته الشخصية ولكن هذه الطموحات نادراً ما تدعمها إنجازات ملموسة أو حتى خطط مفصلة». لاحظت بورنيل أن جونسون كان «شخصية مراوغة للغاية» عندما يتعلق الأمر بحياته الشخصية الذي بقي منفصلاً عن الآخرين وكان لديه عدد قليل جدًا من الأصدقاء الحميمين إن وجد. بين الأصدقاء والعائلة يُعرف جونسون باسم «أل» بدلاً من «بوريس». صرح جيمسون أن جونسون «لديه أخلاق سيئة للغاية. إنه يميل إلى التأخر ولا يهتم بالتأخر ويلبس ثيابه من دون عناية كبيرة». لاحظ جيمسون أنه طموح للغاية وتنافسي للغاية حيث ولد «لشن كفاح مستمر من أجل التفوق». سيكون غاضبًا بشكل خاص مع من يعتقد أنه يهين جوانب حياته الشخصية على سبيل المثال عندما أزعج مقال في ديلي تلغراف جونسون عبر البريد الإلكتروني المحرر سام ليث برسالة بسيطة «اللعنة عليك وتموت». وهكذا تلاحظ بورنيل أن جونسون يخفي قسوته «باستخدام التلعثم أو الإهمال الذاتي أو الفكاهة» مضيفة أنه كان من محبي «المزاح الشرير والإشارات الجنسية الفظة».

## الحياة الشخصية

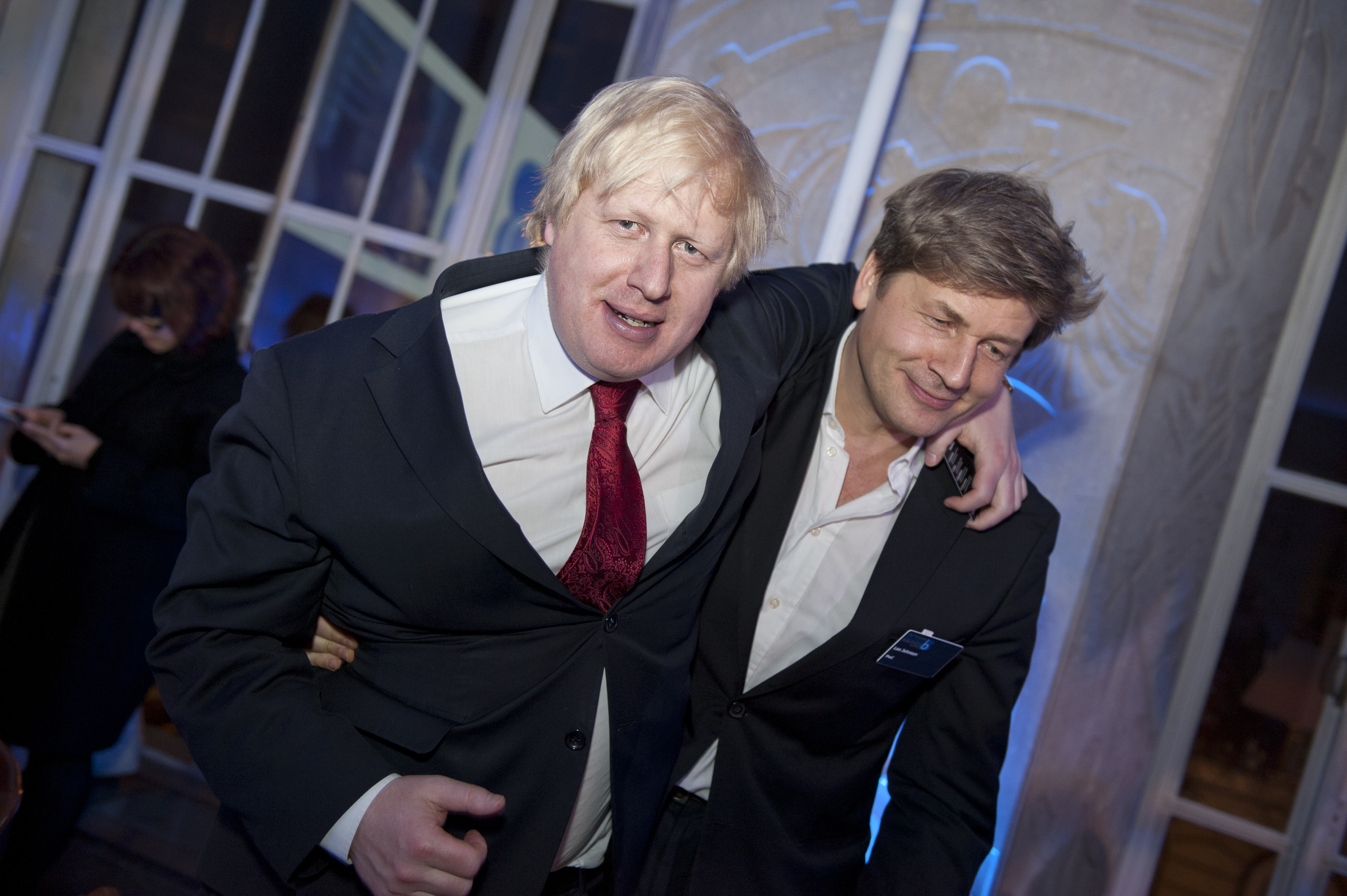
بوريس وشقيقه الصغير ليو في عام 2013.

جونسون هو الأكبر بين أربعة أطفال من ستانلي جونسون وهو عضو سابق في حزب المحافظين في البرلمان الأوروبي وموظف في المفوضية الأوروبية والبنك الدولي والرسامة شارلوت جونسون سابقا (فاوست) ابنة السير جيمس فاوست المحامي ورئيس المفوضية الأوروبية لحقوق الإنسان. أشقائه الأصغر سنا هم ريتشل جونسون كاتبة وصحفية وليو جونسون شريك متخصص في الاستدامة في شركة برايس ووتر هاوس كوبرز للمحاسبة وجو جونسون وزير الدولة في وزارة الأعمال والطاقة والإستراتيجية الصناعية ووزارة التعليم والنائب المحافظ عن أوربينغتون. زوجة أبيه هي جيني ابنة تيدي سيف الرئيس السابق لماركس أند سبنسر. كونها عضوًا في المحافظين بين عامي 2008 و2011 انضمت راشيل جونسون إلى الديمقراطيين الأحرار في عام 2017. وقفت كمرشحة لتغيير المملكة المتحدة في الانتخابات الأوروبية عام 2019.
حصل جونسون على جنسية مزدوجة في المملكة المتحدة والولايات المتحدة حيث وُلد في مدينة نيويورك لأبوين إنجليز. في عام 2014 أقر جونسون أنه كان يشكك في طلب ضريبة الأرباح الرأسمالية من سلطات الضرائب الأمريكية على العقار الذي ورثه في المملكة المتحدة والذي دفعه في النهاية. في فبراير 2015 أعلن عزمه على التخلي عن جنسيته الأمريكية لإظهار ولائه للمملكة المتحدة وهو ما فعله في عام 2016. جونسون لديه معرفة باللغة الفرنسية والإيطالية والألمانية والإسبانية واللاتينية وكثيراً ما يستخدم ويشير إلى المراجع الكلاسيكية في كل من أعمدة الصحف وخطبه.
في عام 1987 تزوج أليغرا موستين أوين ابنة مؤرخ الفن وليام موستين أوين والكاتبة الإيطالية غايا سيرفاديو. تطلقا في عام 1993 وبعد اثني عشر يومًا تزوج جونسون من مارينا ويلر المحامية وابنة الصحفي والمذيع تشارلز ويلر وزوجته ديب سينغ. بعد خمسة أسابيع وُلد أول طفل من ويلر وجونسون. عرفت عائلات ويلر وجونسون بعضها البعض منذ عقود وكانت مارينا ويلر في المدرسة الأوروبية في بروكسل الأولى في نفس الوقت الذي كان فيه زوجها المستقبلي. لديهم أربعة أطفال: ابنتان وولدان.
في أبريل 2006 زعمت نيوز أوف ذه ورلد أن جونسون كان على علاقة مع صحفية الغارديان آنا فزاكيرلي. رفض الثنائي التعليق وبعد ذلك بفترة وجيزة بدأ جونسون في توظيف فزاكيرلي.
في عام 2009 ولد لجونسون ابنة من هيلين ماكنتاير مستشارة الفنون. كان وجود الطفل موضوع إجراءات قانونية في عام 2013 حيث ألغت محكمة الاستئناف أمرًا قضائيًا يهدف إلى حظر الإبلاغ عن وجودها. حكم القاضي بأن للجمهور الحق في معرفة سلوك جونسون «المتهور». في تلك القضية أمام المحكمة زُعم بالإضافة إلى ذلك أن جونسون أنجب طفلاً آخر خارج إطار الزواج.
في سبتمبر 2018 أصدر جونسون وويلر بيانًا يؤكدان أنهما انفصلا بعد 25 عامًا من الزواج حيث كانا قد انفصلا «منذ عدة أشهر» وبدئا في إجراءات الطلاق. صديقة جونسون الحالية كاري سيموندز هي ابنة ماثيو سيموندز المؤسس المشارك لصحيفة ذي إندبندنت وجوزفين مكافي المحامية.
في عام 2007 قال أنه كان يدخن الحشيش قبل ذهابه إلى الجامعة. وقد اعترف أيضًا باستخدام الكوكايين.
على الرغم من قيامه بتعميد كاثوليكي وتأكيده لاحقًا في كنيسة إنجلترا فقد صرح جونسون أن «إيمانه يأتي ويذهب» وأنه ليس مسيحيًا ممارسًا خطيرًا. إنه يعتبر رجل الدولة والخطيب اليوناني القديم بريكليس كبطل شخصي. وفقًا لكاتب سيرة جونسون أندرو جيمسون فيما يتعلق بالشرك اليوناني والروماني القديم: «من الواضح أن السيد جونسون استلهم من الرومان وأكثر من الإغريق وصده المسيحيون الأوائل».

## الاستقبال والإرث
جونسون شخصية مثيرة للجدل في السياسة والصحافة البريطانية. وصفت سونيا بورنيل جونسون بأنه «أكثر السياسيين غير التقليديين إلحاحاً في حقبة ما بعد بلير» في السياسة البريطانية. وأضافت أنه في بريطانيا كان «محبوبًا من قبل الملايين ومعترف به من قبل الجميع». علق جايلز إدواردز وجوناثان إيسابي أن جونسون ناشد «شريحة واسعة من الجمهور» مع أصدقائه الذين وصفوه بأنه «حزب هاينكن» الذي يمكنه أن يناشد الناخبين أن المحافظين الآخرين لا يستطيعون ذلك. عبر جيمسون عن رأي مفاده أن «الناس يحبونه لأنه يجعلهم يضحكون» مشيرًا إلى أنه أصبح «حبيبيًا في رتبة وملف حزب المحافظين».

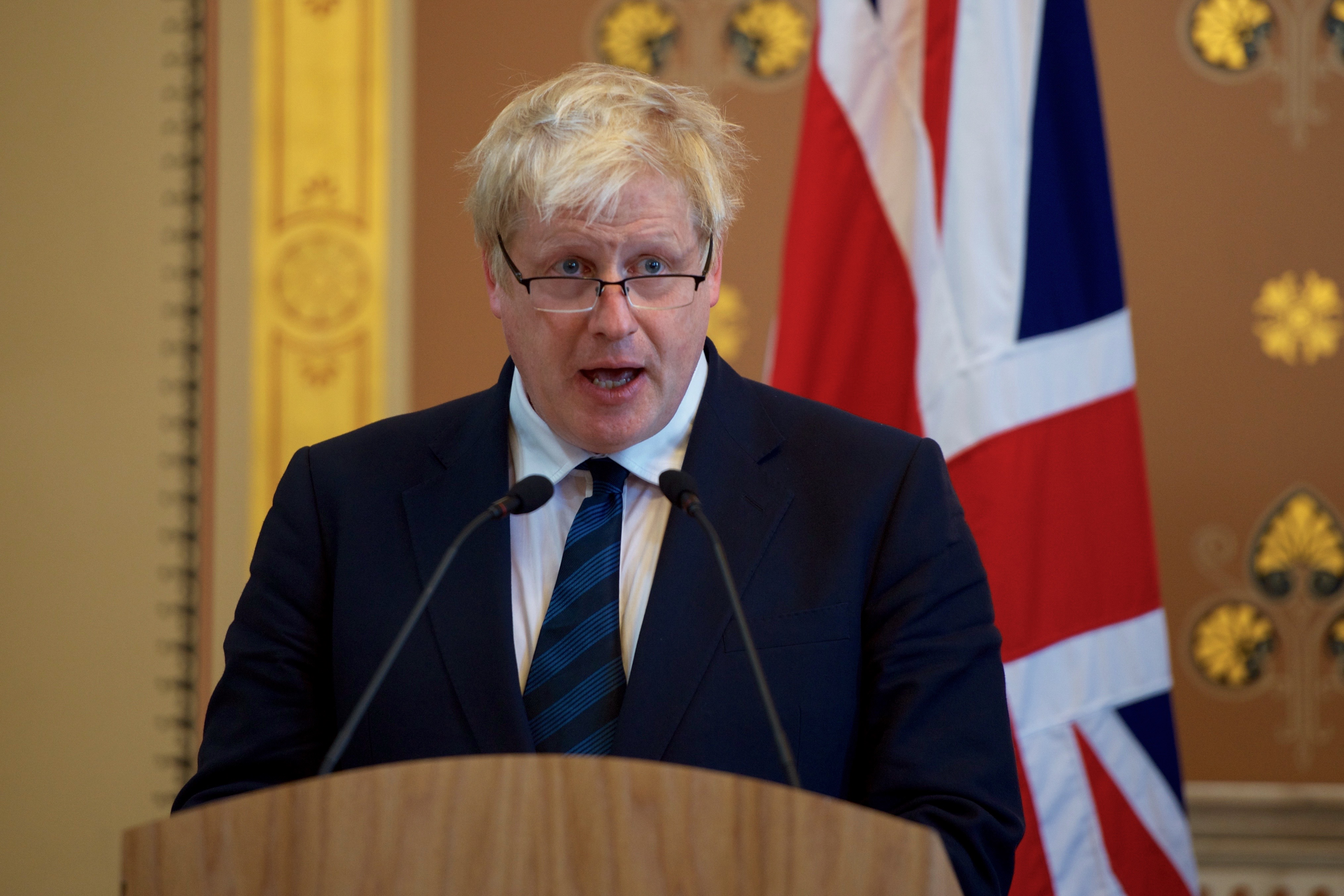
جونسون وزير الخارجية في عام 2016.

أدركت بورنيل أنه خلال انتخابات عام 2008 كان «يستقطب الآراء إلى أقصى الحدود» حيث اعتبره النقاد «مختلف الشر ومهرج وعنصري ومتعصب». في صحيفة الغارديان أشار الصحافي بولي توينبي على سبيل المثال إلى أنه «مهرج وأنيق وعالم اجتماعي وكاذب ممتص ذاتيا» بينما وصفه سياسي حزب العمال هيزل بليرز بأنه «نخبوي يميني مقرف وله آراء شريرة وأصدقاء مجرمين».
في الآونة الأخيرة أثار جونسون مقارنات مع رئيس الولايات المتحدة دونالد ترامب. في يونيو 2016 وصفه نك كلغ بأنه «مثل دونالد ترامب مع قاموس» بينما وصفه زميله المحافظ كينيث كلارك بأنه «أكثر لطفا من دونالد ترامب» ووصف مارتن سيلماير المسؤول بالاتحاد الأوروبي الانتخابات المحتملة لجونسون وترامب لقيادة بلدانهم ك«سيناريو الرعب». على الرغم من أن جونسون كان ينتقد ترامب في عدد من المناسبات قبل أن يصبح رئيسًا للولايات المتحدة فقد أشاد بترامب كرئيس لكنه لا يوافق على العديد من سياساته. منذ صعوده إلى منصب رئيس الوزراء تكررت هذه المقارنة بما في ذلك من قبل ترامب نفسه.
في جوائز ذي إيكونوميست لعام 2018 في نهاية العام عن «الأسوأ في السياسة البريطانية» حصل جونسون على أعلى جائزة («السياسي الذي فعل أكثر لتخفيض حزبه وبلده»). ووصف جونسون بأنه أحد مهندسي «كارثة» خروج بريطانيا من الاتحاد الأوروبي و«السياسي الأكثر مسؤولية الذي شهدته البلاد لسنوات عديدة».

### صور درامية
تم تجسيد جونسون من قبل ويل بارتون في الدراما التي أنتجتها بي بي سي عام 2017 «تيريزا ضد بوريس: كيف أصبحت ماي رئيسة الوزراء» وريتشارد غولدنغ في دراما إتش بي أو في عام 2019 والقناة الرابعة «خروج المملكة المتحدة من الاتحاد الأوروبي: الحرب غير المدنية».

## إصابته بجائحة كورونا
أعلنت الحكومة البريطانية يوم الجمعة 27 مارس 2020 أن رئيس الوزراء، بوريس جونسون، مصاب بفيروس كورونا، ويعاني من أعراض خفيفة وقد عزل نفسه في داونينغ ستريت. وقال بيان صادر عن داونينغ: «لقد أجرى جونسون اختبار فيروس كورونا بجهز الفحص الشخصي وذلك بناء على نصيحة شخصية من كبير الأطباء في إنجلترا البروفيسور كريس ويتي.» وأضاف البيان أنه سيظل مسؤولا عن معالجة الحكومة للأزمة.

## روابط خارجية
- بوريس جونسون على موقع IMDb (الإنجليزية)
- بوريس جونسون على موقع الموسوعة البريطانية (الإنجليزية)
- بوريس جونسون على موقع مونزينجر (الألمانية)
- بوريس جونسون على موقع ميوزك برينز (الإنجليزية)
- بوريس جونسون على موقع إن إن دي بي (الإنجليزية)
- بوريس جونسون على موقع ديسكوغز (الإنجليزية)
- بوريس جونسون على موقع قاعدة بيانات الفيلم (الإنجليزية)
- بوريس جونسون على موقع كينوبويسك (الروسية)